# Luftrettung in Deutschland
Die Luftrettung in Deutschland ist Ländersache und wird daher durch Landesrettungsdienstgesetze geregelt. Zur Durchführung der Luftrettung greifen die Länder dabei auf unterschiedliche Organisationen zurück. Deutschland verfügt über ein nahezu flächendeckendes Luftrettungssystem, das seit den 1970er Jahren als Ergänzung zum bodengebundenen Rettungs- und Notarztdienst geschaffen wurde.

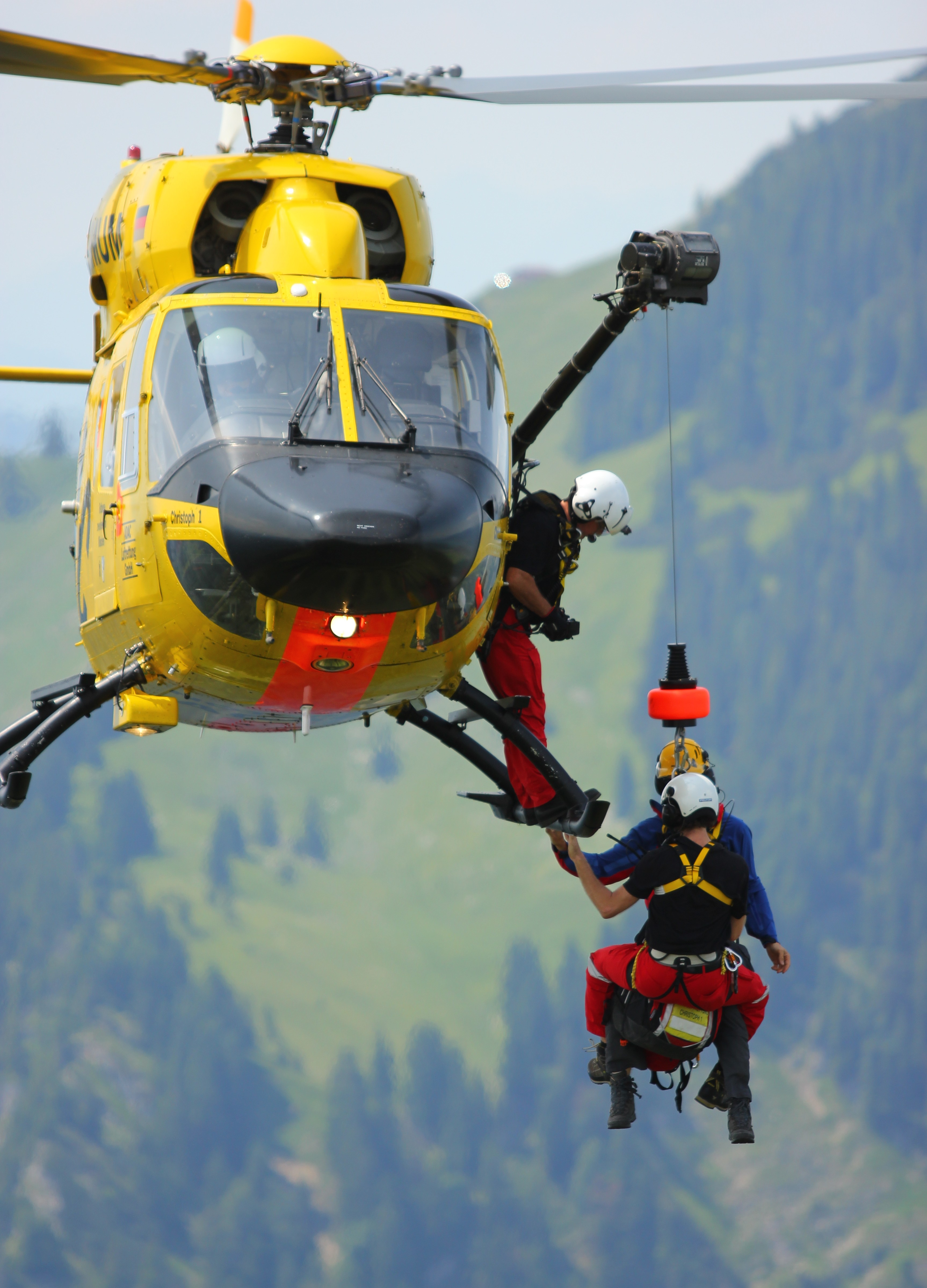
Abseilvorgang bei einer Bergrettung in den Alpen durch eine MBB/Kawasaki BK 117

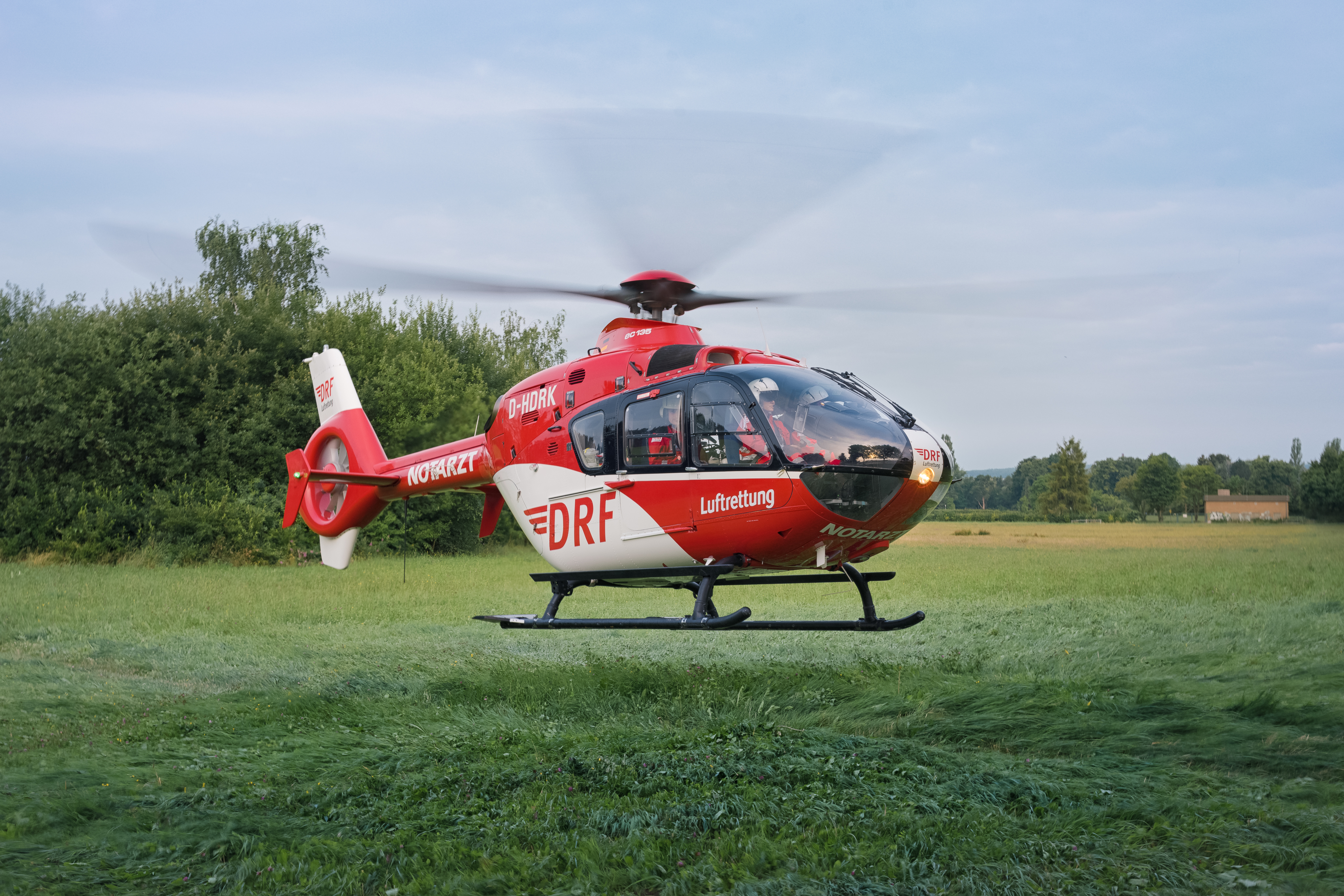
Christoph 44 der DRF Luftrettung mit einem Hubschrauber vom Typ Eurocopter EC 135

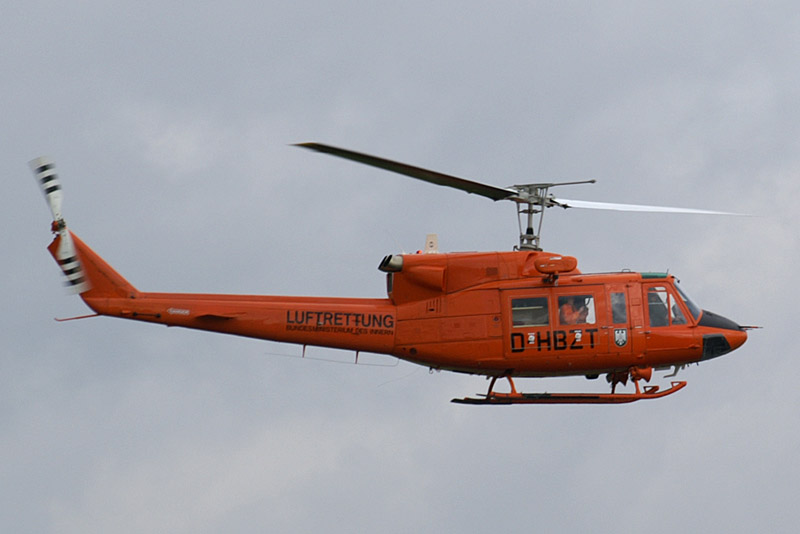
Zivilschutzhubschrauber vom Typ Bell 212 des Bundesministerium des Innern (BMI Luftrettung)

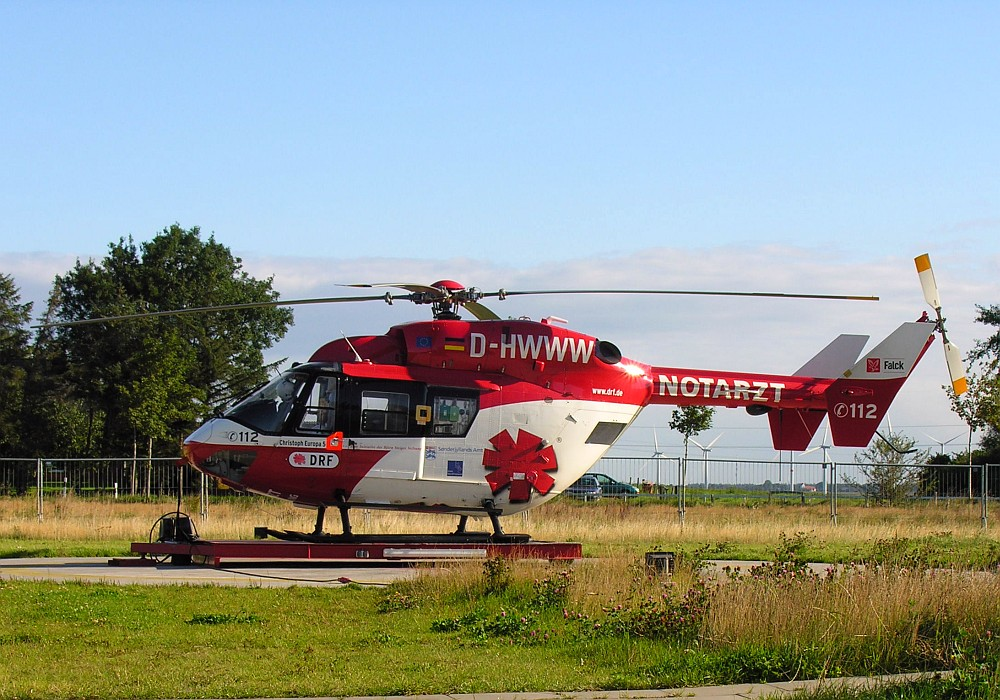
Hubschrauber der DRF-Luftrettung des Typs MBB/Kawasaki BK 117 als Christoph Europa 5 am Standort in Niebüll.

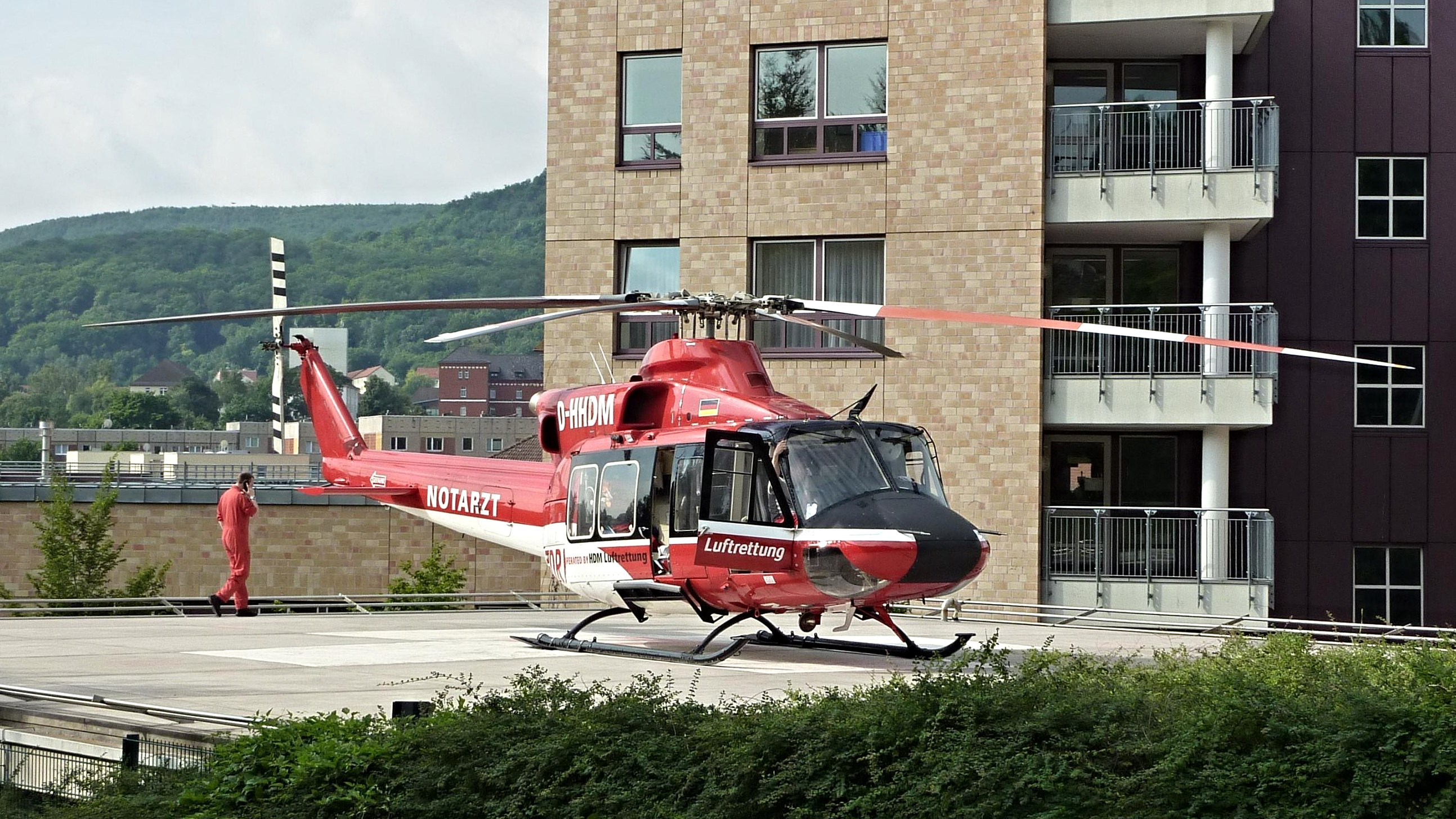
Intensivtransporthubschrauber der DRF Luftrettung Christoph Thüringen (noch mit einer Bell 412)

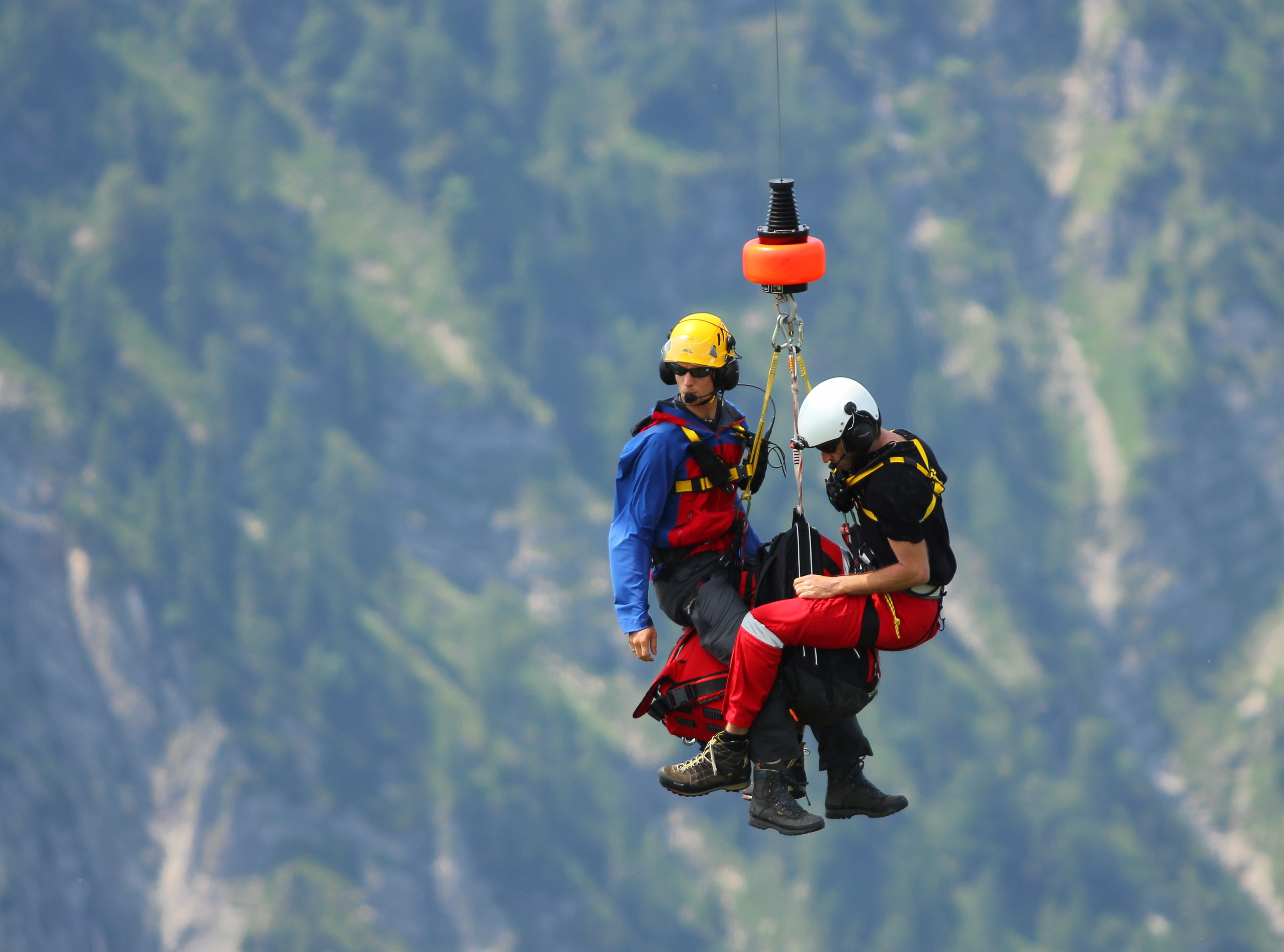
Abseilen der Rettungskräfte, da eine Landung nicht möglich ist.

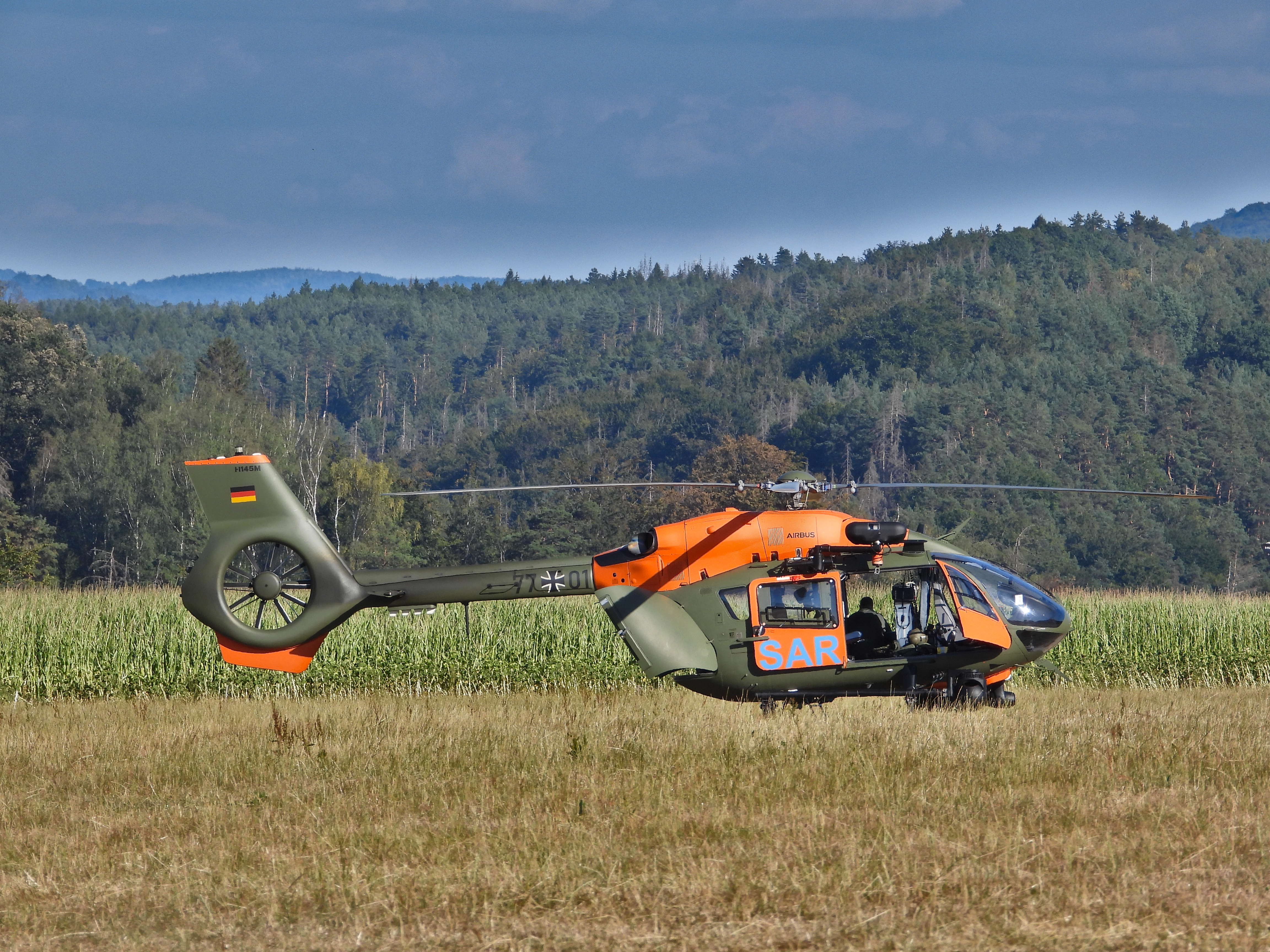
Eine H 145 LUH SAR eines Search and Rescue (SAR) Kommandos der Bundeswehr

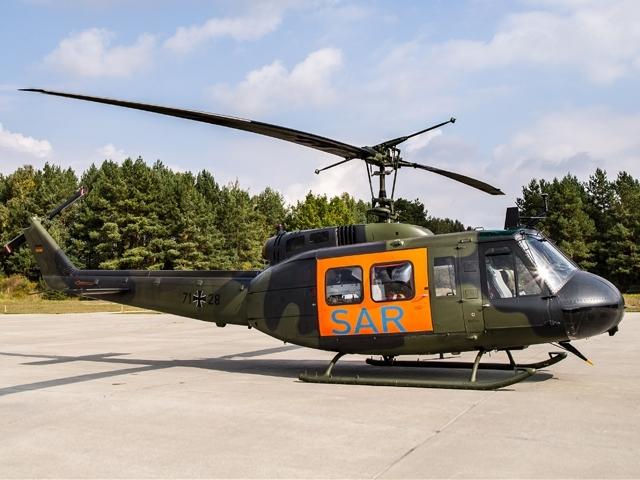
Der ehemalige SAR-Hubschrauber der Bundeswehr, die Bell UH-1D

## Geschichte
Die Etablierung der Luftrettung im damaligen Bundesgebiet resultierte aus der steigenden Zahl von Straßenverkehrsunfällen mit Unfalltoten in den 1960er Jahren. Die Maßnahmen zur Verkehrssicherheit waren noch schwach ausgeprägt und es war den Feuerwehren sowie dem strukturell eher schwach aufgestellten Rettungsdienst in vielen Fällen nicht möglich, die Unfallorte innerhalb einer aus medizinischer Sicht akzeptablen Zeitspanne zu erreichen. Als zusätzliche Schwierigkeiten ergaben sich Schwächen in der damaligen Organisation der präklinischen Notfallmedizin. Den Rettungsdiensten kam in erster Linie eine Transportfunktion zu, während vor Ort kaum medizinische Maßnahmen ergriffen wurden. Eine erhebliche Mortalität der Patienten war die Folge.
In der zweiten Hälfte der 1960er Jahre wurden in der Bundesrepublik Deutschland verschiedene Feldversuche mit Hubschraubern zur „Unfallrettung“ durchgeführt. Der Arzt Hans-Werner Feder aus Obermöhrlen (Hessen) führte von 11. August bis 1. September 1967 einen Versuch mit einem Arzt-Hubschrauber (Brantly B-2) durch und versorgte bei 52 Verkehrsunfällen 66 Verletzte. Die Dokumentation zum Projekt, das in Kooperation mit dem ADAC Hessen und dem DRK Hessen durchgeführt wurde, überreichte er im Herbst dem Bundesverkehrsminister. Zu Ostern und Pfingsten 1968 führte die Feuerwehr Frankfurt a. M. zusammen mit der Bundeswehr einen Feldversuch mit einem Großraumhubschrauber (Vertol H-21 C) mit einer 7-Mann-Besatzung durch. Die Projektleitung lag bei Oberbranddirektor Ernst Achilles und Polizeiarzt Dr. Theo Kunz. Der Hubschrauber wurde in dieser Zeit zu 15 schweren Verkehrsunfällen gerufen. Im Sommer 1968 wurden mit Unterstützung des Bundesverkehrsministeriums in München, Nürnberg und Mainz weitere Feldversuche durchgeführt. Das größte Projekt, an dem unter anderem der ADAC beteiligt war, wurde in München unter der Leitung von Gerhard Kugler (ADAC) und dem Arzt Dr. Jürgen Ewald (Bayerisches Rotes Kreuz (BRK) München und Klinikum rechts der Isar München) durchgeführt. An 47 Einsatztagen im Sommer 1968 wurden 52 Einsätze geflogen. Der Münchener Feldversuch wurde an 18 Tagen im Winter 1968/69 und 38 Tagen im Sommer 1969 weitergeführt.
Das ursprüngliche Ziel des ADAC war mit Beginn der Reisezeit im Sommer 1970 in München einen eigenen Rettungshubschrauber in Dienst zu stellen, der täglich von morgens bis abends einsatzbereit sein sollte. Als bekannt wurde, dass das Genehmigungsverfahren für das neue Hubschraubermodell „BO 105“ länger dauern würde und sich die Auslieferung auch aus anderen Gründen bis in den späten Herbst 1970 verschieben würde, wurden die Bergwacht im BRK und die Bundeswehr aktiv. Ab Pfingsten 1970 stellte die Heeresfliegerstaffel 8 in Oberschleißheim bei München an den Wochenenden und Feiertagen eine Bell UH-1D samt fliegerischer Besatzung zur Unfallrettung ab. Die medizinische Besatzung – Arzt und Sanitäter – stammten aus den Reihen der Bergwacht und des BRK München. Der Hubschrauber war am Flugplatz in Oberschleißheim stationiert. Die Projektleitung lag beim Bergwachtarzt Dr. Albert Erbertseder und Oberstleutnant Kurt-Josef Veeser. Bis Oktober 1970 wurden an 45 Einsatztagen 110 Einsätze geflogen. Auf der Suche nach Ärzten für den Einsatzdienst sprach man kurz vor Projektstart auch den BRK-Arzt Dr. Hans Burghart an, der an Pfingsten 1970 seinen ersten Dienst am Hubschrauber leistete und so mit der Luftrettung in Kontakt kam. Internistische Indikationen wie der Herzinfarkt oder der apoplektische Insult (Schlaganfall) wurden dabei als Einsatzbereich für Hubschrauber-Notfallrettung noch nicht bedacht.
Am 1. November 1970 konnte vom ADAC schließlich der erste reguläre Rettungshubschrauber am Städtischen Krankenhaus München-Harlaching in Dienst gestellt werden. Finanziert wurde die Anschaffung des Hubschraubers mit Unterstützung des Bundes, des Freistaates Bayern und der Allianz Versicherungs AG. Da Hans Burghart, damals als Chirurg in Harlaching tätig, aufgrund seiner zahlreichen Dienste in Oberschleißheim über die größte Erfahrung unter den Ärzten am Krankenhaus Harlaching verfügte, wurde ihm die ärztliche Leitung der Luftrettung übertragen. Er entwickelte aufgrund der Erfahrungen, die im Routinebetrieb gemacht wurden, das Konzept weiter. Burghart gab die Erfahrungen an im Aufbau befindliche RTH-Stationen weiter und arbeitete auch an der ersten DIN-Norm für Rettungshubschrauber mit.
Es folgte im November 1971 die Einrichtung eines sogenannten (Test-)Rettungszentrums der Bundeswehr in Ulm. Die Luftwaffe stellte in Kooperation mit dem Bundeswehrkrankenhaus Ulm einen notfallmedizinisch ausgerüsteten Hubschrauber vom Typ Bell UH-1D auch dem zivilen Rettungsdienst zur Verfügung.
Ab dem Jahr 1971 beschaffte das Bundesministerium des Innern aus Mitteln des erweiterten Katastrophenschutzes Hubschrauber zunächst im Rahmen eines Projektes. Der erste Hubschrauber des Bundes (Christoph 3) wurde im Dezember 1971 in Dienst gestellt.
Am 19. März 1973 stellte die Deutsche Rettungsflugwacht e. V. (DRF) in der Nähe von Stuttgart einen Rettungshubschrauber vom Typ Alouette III in Dienst. Die DRF war neben dem ADAC und dem Bundesinnenministerium maßgeblich am Aufbau der Luftrettung in Deutschland beteiligt.
Die Aktivitäten des Bundes wurden auf Grundlage der früheren Planung eines flächendeckenden Systems mit insgesamt 18 Stationen (1–18) abgeschlossen. Die Hubschrauber wurden für den Zivilschutz und den Rettungsdienst ausgerüstet und den Bundesländern als Ausstattungspotential bis 1996 an dann 22 Stationen zur Verfügung gestellt. Die Länder setzten diese Hubschrauber in der Luftrettung ein. Es folgte eine Reduzierung um sechs Stationen und 2005/2006 noch einmal um vier, so dass heute an zwölf Standorten geflogen wird. Die abgegebenen Luftrettungszentren wurden nahtlos von der ADAC Luftrettung und der DRF Luftrettung weitergeführt. Für den Flugbetrieb der Hubschrauber des Bundesministeriums des Innern ist die Bundespolizei zuständig. Sie stellt auch die Piloten. Erst 1981 nahm der ADAC mit Christoph 20 in Bayreuth die Errichtung weiterer Stationen auf.
Im Januar 1975 stellte Hans Burghart, einer der vielen Väter der deutschen Luftrettung, zusammen mit Gerhard Kugler, auf dem HAA-Kongress in Los Angeles (USA) die deutsche Luftrettung vor. Das Konzept des mit einem Arzt besetzten Rettungshubschraubers und der Hubschraubertyp „BO 105“ fanden im Auditorium großen Anklang. Allerdings konnte sich das deutsche Konzept in den USA nicht durchsetzen. Wie bereits zu Beginn der zivilen Luftrettung in den USA im Sommer 1969 sind auch heute noch die dortigen Rettungshubschrauber mit Paramedics (Sanitätern) oder mit Nurses (akademisch ausgebildetem Krankenpflegepersonal) besetzt.
Nach der politischen Wende wurde das in den westlichen Bundesländern etablierte Konzept auch auf das Gebiet der ehemaligen DDR ausgeweitet, die zuvor kein Luftrettungssystem gehabt hatte. Allerdings hatten Hubschrauber der NVA „in absoluten Ausnahmefällen“ an der Patientenversorgung mitgewirkt.
Der ADAC stellte 1997 den ersten kombinierten Rettungs- und Intensivtransporthubschrauber in Dienst. Dieser fliegt unter dem Funkrufzeichen Christoph 77 und ist am Klinikum der Johannes Gutenberg-Universität Mainz stationiert.
Zu einer weiteren Neuerung in der Luftrettung kam es 1999 in Koblenz: Am dortigen Bundeswehrzentralkrankenhaus wurde das erste zivil-militärische Gemeinschaftsprojekt gestartet. Der ADAC stellt in diesem Fall die Maschine (Christoph 23, EC 135) und das Flugpersonal, das medizinische Personal wird von der Abteilung Notfallmedizin des BwZK gestellt. Auch in Ulm findet zwischenzeitlich diese Kooperation statt. Der SAR 71 (UH-1D der Luftwaffe) am Rettungszentrum Bundeswehrkrankenhaus Hamburg wurde am 19. Januar 2006 von einem Hubschrauber Bell 212 des Bundesinnenministeriums (Zivilschutz) abgelöst. Heute fliegt dort eine EC135. In Neustrelitz wurde die Luftwaffe am 1. Juli 2006 von der ADAC Luftrettung abgelöst. Damit betreibt die Luftwaffe keinen Hubschrauber mehr an einem Luftrettungszentrum.
Diese vier genannten Institutionen sind bis heute in der Luftrettung aktiv. Weitere Anbieter sind im Laufe der Zeit hinzugekommen, das Standortnetz wurde stetig erweitert. Nach der deutschen Wiedervereinigung wurde in den neuen Bundesländern nach westdeutschem Vorbild innerhalb nur weniger Jahre ebenfalls ein Luftrettungsnetz aufgebaut.
Bislang waren die Rettungshubschrauber der öffentlich-rechtlichen Luftrettung stets als Ergänzung des bodengebundenen Notarztsystems gedacht. In jüngster Zeit zeichnet sich ab, dass in einigen Gebieten aufgrund struktureller Probleme der präklinischen Notfallmedizin Hubschrauber schon fast zu einem Teil der rettungsdienstlichen Regelversorgung geworden sind. Zudem wird der Ruf nach mehr Stationen im 24-Stunden-Betrieb zur Primärrettung lauter.

## Einsatzprofil

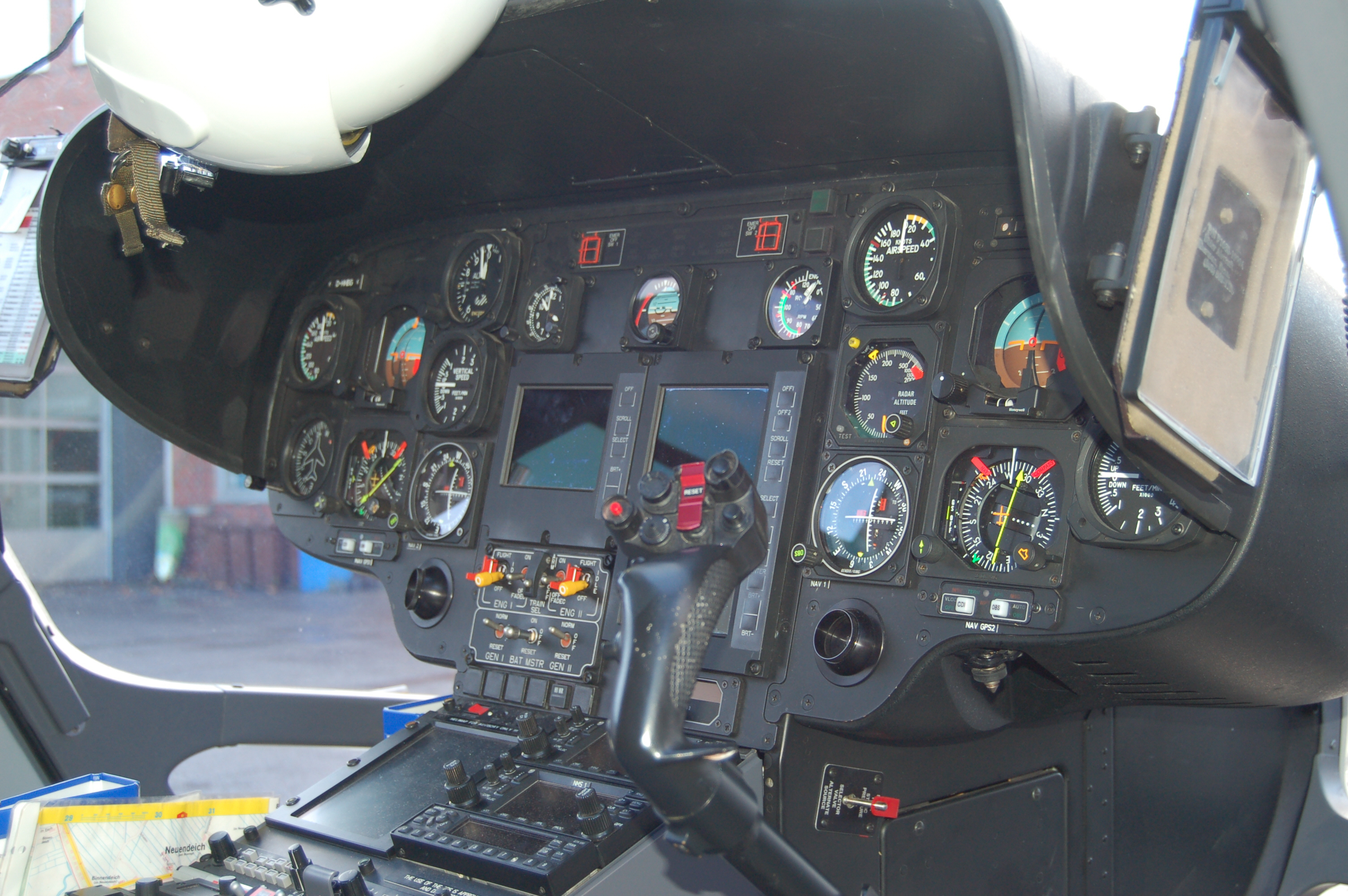
Innenansicht in das Cockpit des Christoph Hansa aus Hamburg (noch als EC 135)

### Primäreinsatz
Das Heranführen des Notarztes und Notfallsanitäters zum Notfallort zum Durchführen lebensrettender Maßnahmen und zur Herstellung der Transportfähigkeit wird als Primäreinsatz bezeichnet.
Der Transfer von Notfallpatienten vom Ort des Geschehens in das nächste geeignete und aufnahmebereite Krankenhaus unter Aufrechterhaltung der Transportfähigkeit und Vermeidung weiterer Schäden fällt ebenfalls unter den Begriff Primäreinsatz.
Beim Primäreinsatz ist zu unterscheiden, ob der Patient im Zuge einer Außenlandung aufgenommen werden kann, ob die Helfer abgeseilt werden müssen, um den Patienten vor Ort zu versorgen, bevor er im Schwebeflug – eventuell stabilisiert mit einer Antirotationsleine – am Tau oder der Winde aufgenommen wird. Dies ist vor allem in unwegsamem Gelände wie den Alpen häufig der Fall, wo die Luftrettungsbetreiber regelmäßig von der Bergwacht unterstützt werden. Manchmal ist auch ein Transport bis zu einem geeigneten Außenlandeplatz an einem Tau notwendig, wo der Gerettete entweder eingeladen oder einem bodengebundenen Rettungsmittel (Rettungswagen) übergeben werden kann.
Die Rettungsleitstelle entsendet einen Rettungshubschrauber immer dann, wenn ein schneller Notarzteinsatz notwendig ist und kein bodengebundener Notarzt zur Verfügung steht oder wenn die speziellen Vorteile eines Rettungshubschraubers gefragt sind. Es wird ebenfalls nach der Schwere der Verletzungen und nach anderen medizinischen Kriterien entschieden, ob der RTH eingesetzt werden muss. In den meisten Fällen werden die Patienten anschließend nicht mit dem RTH, sondern mit einem Rettungswagen transportiert.

#### Vorteile
- Einsatzfähigkeit in schwer zugänglichen Gegenden (z. B. Gebirgslandschaften).
- Unabhängigkeit von Staus und Fahrbahnzustand (z. B. Eisglätte).
- zügiger und schonender Transport mit medizinischer Betreuung und umfassender Überwachungsmöglichkeit auch in weiter entfernte Krankenhäuser.[7]
- Kann mehrere bodengebundene Rettungsmittel in Gebieten mit geringer Bevölkerungsdichte ersetzen, z. B. auf der Schwäbischen Alb.

#### Nachteile
- Abhängigkeit von Witterungs- und Sichtbedingungen.
- Nachteinsätze nur mit speziellen Hubschraubern, zum Beispiel in Bayern.
- Die Luft-Transportfähigkeit von Patienten ist vom Zustand abhängig, instabile Patienten können während des Fluges nicht adäquat versorgt werden.

### Sekundäreinsatz

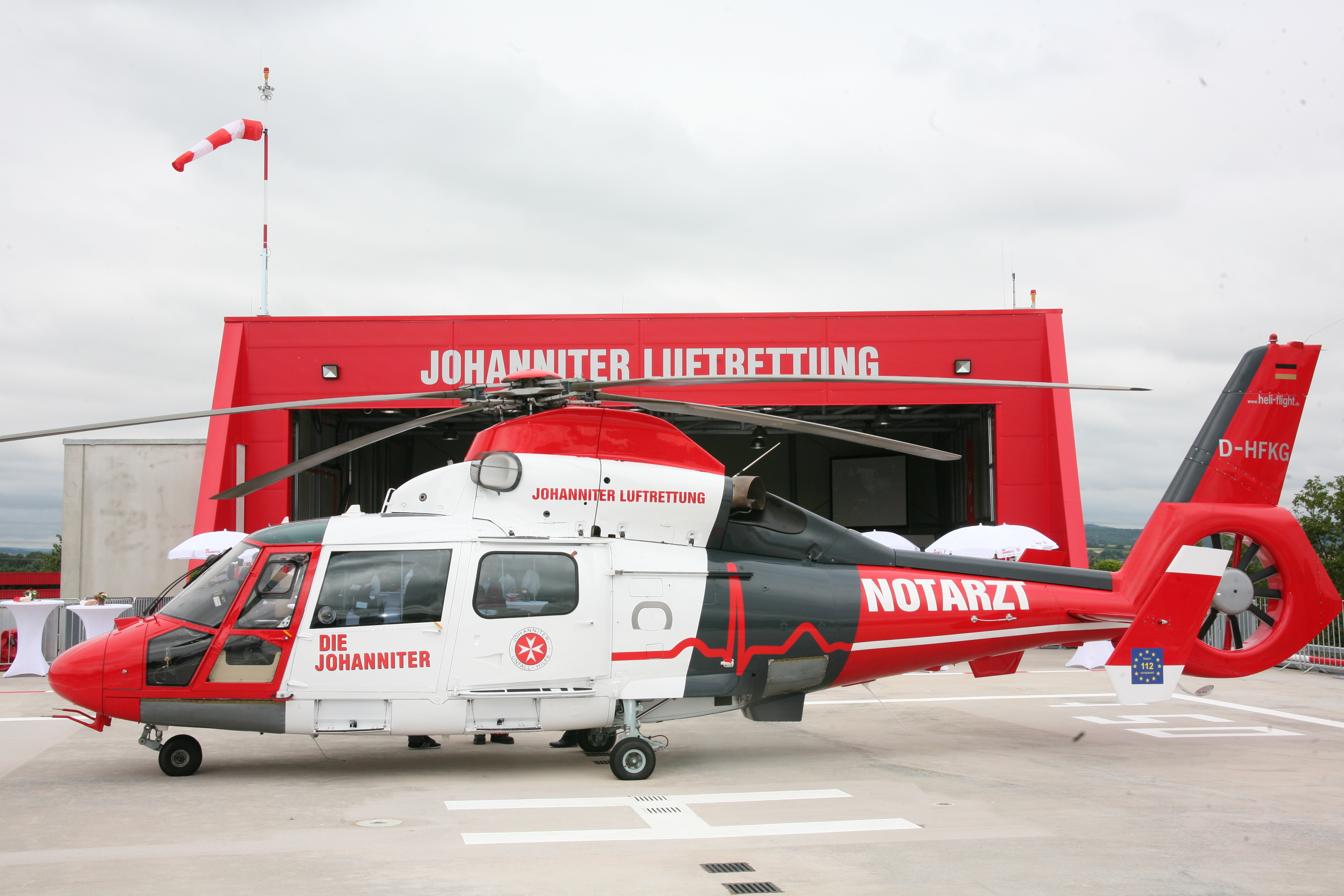
Intensivtransporthubschrauber Christoph Gießen

Merkmal des Sekundäreinsatzes ist, dass der Einsatzort ein Krankenhaus ist. Beim Sekundäreinsatz geht es um eine Weiterverlegung eines medizinisch versorgten intensivpflichtigen Notfallpatienten aus einem Krankenhaus (mit weniger Versorgungsmöglichkeiten) in ein anderes, spezialisierteres Krankenhaus mit erweiterten Interventionsmöglichkeiten (z. B. Herzkatheteruntersuchung, spezielle Operationen usw.).

### Tertiäreinsatz
Blut, Medikamente, Transplantate oder Amputate werden in seltenen Fällen geflogen. Diese Einsatzart wird mitunter auch als Tertiäreinsatz bezeichnet.

### Dual Use
Mitunter werden die Maschinen aber auch sowohl für Rettungseinsätze als auch Intensivverlegungsflüge eingesetzt (als RTH/ITH, dual-use-System). So werden alle RTH in Baden-Württemberg aufgrund der Landesbestimmungen als Dual-Use-Hubschrauber eingesetzt. Obwohl z. B. die Hubschrauber Christoph Regensburg, Christoph Murnau oder Christoph Hansa (Hamburg) oft primär eingesetzt werden, sind sie nach den Bestimmungen der Länder reine ITH. Christoph 77 in Mainz ist der erste offizielle Dual-Use-Hubschrauber.

### Nachtflüge

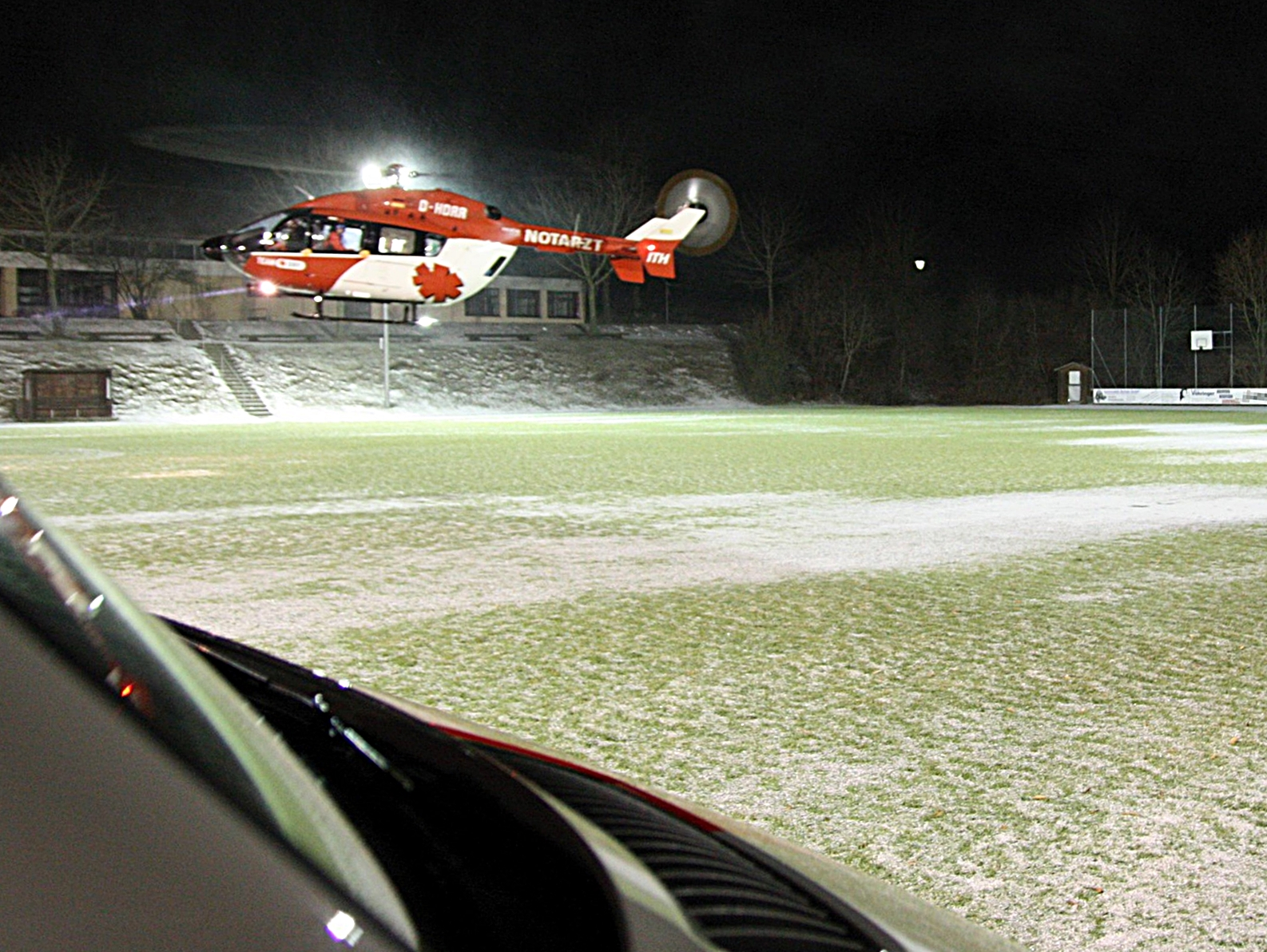
Christoph München (EC145): Nachtlandung auf einem Sportplatz, im Vordergrund Notarztwagen

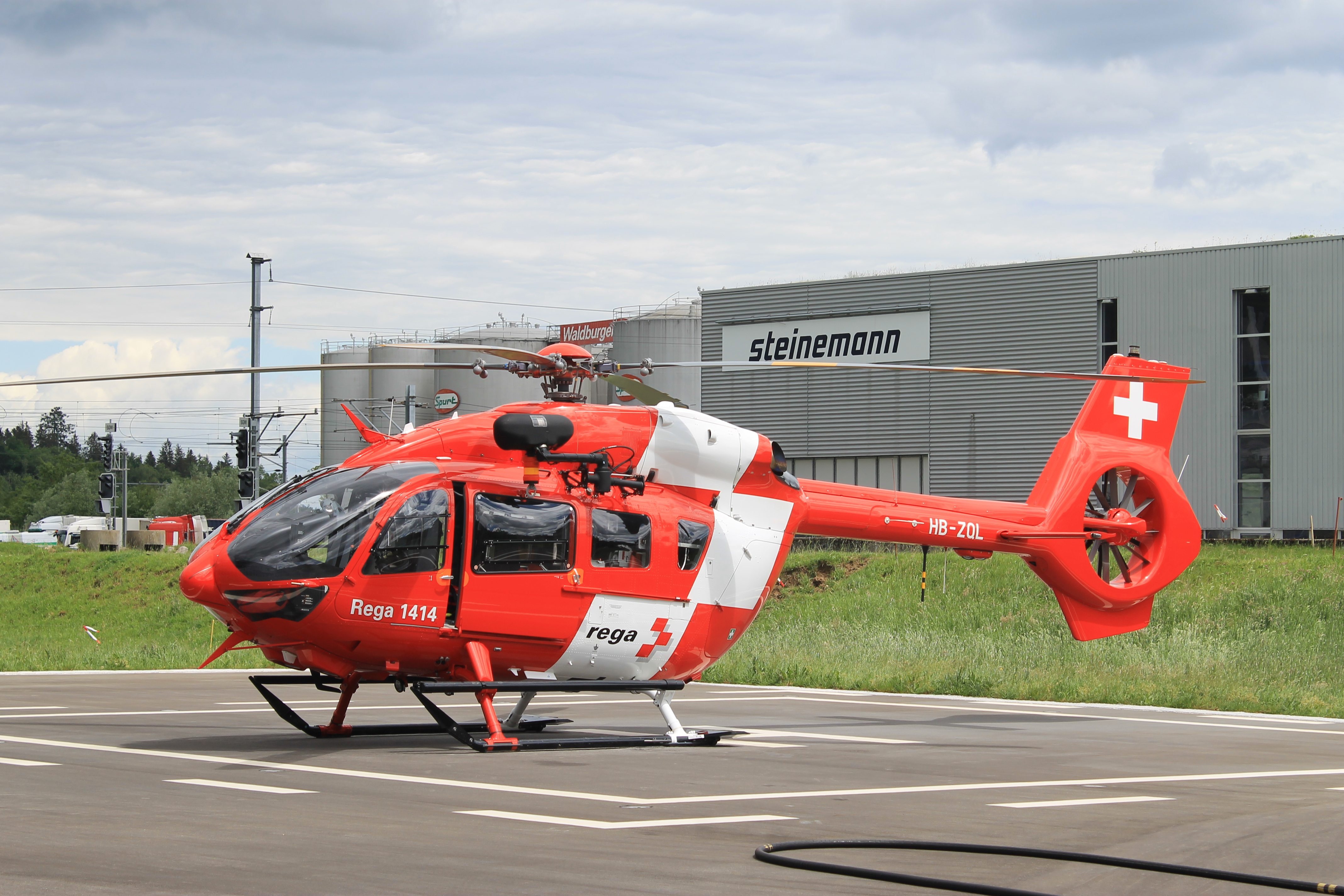
Der 24 Stunden besetzte Hubschrauber REGA 7 fliegt auch Nachteinsätze in Deutschland.

Obwohl Rettungshubschrauber grundsätzlich auch nachts eingesetzt werden können, ist das Risiko für Landungen in unbekanntem Gelände so hoch, dass sich die Dienstzeit meist nur auf die Zeit zwischen Sonnenaufgang und Sonnenuntergang beschränkt. Nachteinsätze sind dementsprechend selten.
Seit Mitte 2009 laufen bei europäischen Herstellern Initiativen, den Einsatz von bislang vorwiegend militärisch genutzten Nachtsichtbrillen (engl.: NVG = Night Vision Goggles) auch für zivile Hubschraubereinsätze, insbesondere die Rettungsfliegerei zuzulassen.
Der Nachtflug mit Nachtsichtbrillen ist an bestimmte Voraussetzungen gebunden:
- Die Hubschrauber müssen über ein besonders gestaltetes Cockpit (NVG-kompatibel) und besonders gestaltete Außenbeleuchtung (NVG-freundlich) verfügen. Die dementsprechend ausgestatteten Hubschrauber erhalten Einzelzulassungen der europäischen Luftfahrtbehörde EASA.[8][9]
- Die Hubschrauber verfügen zudem über ein Satellitennavigationssystem mit digitaler Karte.
- Es muss eine entsprechend leistungsfähige Nachtsichtbrille nach modernem Standard (Class B) verwendet werden.
- Die Besatzung muss speziell geschult sein und das Einsatzgebiet bei Tageslicht kennen.
- Für den Nachtflug werden zwei Piloten eingesetzt, die unter Einhaltung spezieller Flugwegeprofile fliegen.

Vor einem Einsatz müssen die Vor- und Nachteile der Durchführung eines Fluges gegeneinander abgewogen werden. In Zweifelsfällen trifft der Pilot die Entscheidung, da er für die Sicherheit seines Hubschraubers und die Besatzung verantwortlich ist. Allerdings wird der Hubschrauber bei Nachteinsätzen hauptsächlich als Transportmittel genutzt und weniger häufig als schneller Notarztzubringer, da die Landung auf unbeleuchteten Flächen sehr riskant ist und die örtliche Feuerwehr oder das Technische Hilfswerk regelmäßig zum Ausleuchten der Landestelle alarmiert werden müssen.
Die DRF setzte erstmals ab Juli 2009 Nachtsichtbrillen auf dem ITH Christoph München ein. Derzeit sind 14 Hubschrauber der DRF Luftrettung rund um die Uhr einsatzbereit. Weiterhin betreibt die ADAC Luftrettung 3 24-Stunden-Stationen. Die Johanniter Luftrettung betreibt mit dem Christoph Rostock 1 24-Stunden-Station.
Weiterhin sind der Northern Rescue 01, die 6 Hubschrauber des SAR-Dienstes der Bundeswehr und der Großraum-Rettungshubschrauber „GRH Laupheim“ 24 Stunden einsatzbereit,.
Besonders im südwestlichen Teil von Deutschland übernimmt die Schweizerische REGA Nachteinsätze. So absolvierte zum Beispiel der Rettungshubschrauber REGA 7 im Jahr 2019 insgesamt 65 Einsätze in Deutschland, die meisten in der Nacht. Aber auch der am Flughafen Basel-Mülhausen stationierte Rettungshubschrauber fliegt oft Einsätze in Deutschland, besonders nachts. Weitere Schweizer Hubschrauber, welche bei Nacht angefordert werden, sind der LIONS 1 – stationiert in Birrfeld im Kanton Aargau – und Christoph Liechtenstein, stationiert in Balzers im Fürstentum Liechtenstein.

### Alarmierung
Die örtlichen Rettungsleitstellen disponieren nach Eingang des Notrufs das entsprechende Rettungsmittel. Ob der Transport dabei im Rettungswagen oder im Hubschrauber erfolgt, hängt von mehreren Faktoren ab. Der Zeitfaktor sowie der Zustand des Patienten spielen bei der Entscheidungsfindung eine erhebliche Rolle. Der Hubschrauber ist dabei häufig der schnellste Notarztzubringer.

### Patiententransport
Der Hubschrauber selbst stellt eine weitgehend erschütterungsfreie, jedoch sehr beengte Intensivstation dar, die nur eingeschränkte Zugriffsmöglichkeiten auf den Patienten erlaubt. Deshalb wird versucht, alle erforderlichen Maßnahmen zur Versorgung des Patienten vor Beginn des Fluges zu treffen.

### Aussichten
In der Vergangenheit waren Rettungshubschrauber häufig als Ergänzung zum bestehenden bodengebundenen Rettungsdienst im Einsatz. In den vergangenen Jahren ist die Bedeutung der Luftrettung insbesondere im ländlichen Raum gestiegen, so dass eine Tendenz hin zur Ersatzfunktion zu erkennen ist.
In Deutschland verzeichnen beispielsweise sowohl die DRF Luftrettung als auch der ADAC einen Anstieg der Einsatzzahlen. Alle Luftrettungs-Stationen zusammen verzeichneten von 2010 auf 2011 einen Anstieg von 95.377 auf 99.983 Einsätze. Ein Grund für die gestiegenen Einsatzzahlen der Luftretter sind die strukturellen Veränderungen im deutschen Gesundheitswesen. In strukturschwachen Gebieten herrscht zunehmend ein Mangel an wohnortnaher medizinischer Versorgung. Damit wird die Luftrettung immer wichtiger für eine lückenlose Notfallversorgung der Bevölkerung. Aufgrund der Einführung moderner Therapieverfahren und der veränderten Krankenhauslandschaft werden Notfallpatienten nach der Erstversorgung über weitere Strecken in Spezialkliniken gebracht. Einige Kliniken haben sich beispielsweise auf bestimmte Krankheitsbilder, wie Herzinfarkt, Schlaganfall, Verbrennungen und chirurgische Kindernotfälle spezialisiert.
Es bestehen daher Überlegungen, in ländlichen Gebieten bodengebundenen Systeme zugunsten der Luftrettung aufzugeben oder die Einsatzkoordinierung von ärztlichem Notdienst und Notfallrettung zu kombinieren. Ob zukünftig in Regionen mit geringer Bevölkerungsdichte die Luftrettung alternativ zu bodengebundenen Rettungsdienst sinnvoll eingesetzt werden kann, wird durch das vom Bundesministerium für Bildung und Forschung geförderten Forschungsprojekts PrimAIR untersucht.

## Einsatzmittel

### Hubschrauber
Folgende Begriffe sind für den Hubschraubereinsatz in den DIN definiert:
- Rettungshubschrauber (RTH): Ein zur Durchführung von Primäreinsätzen im Rettungsdienst für notfallmedizinische Aufgaben ausgerüsteter und ausgestatteter Hubschrauber. Er führt auch Sekundäreinsätze im regionalen Bereich durch. Zum Einsatz als RTH kommen Hubschrauber der Typen EC 135 / H135 sowie H145 D-2 / H145 D-3.
- Intensivtransporthubschrauber (ITH): Ein für den Transport intensivüberwachungs- und intensivpflichtiger Patienten ausgerüsteter und ausgestatteter Hubschrauber. In Ausnahmefällen kann er auch für die Durchführung von Primäreinsätzen von der Leitstelle herangezogen werden. In Deutschland werden hierzu Hubschrauber der Typen H145 D-2 / H145 D-3, Aérospatiale / Sud Aviation SA 365 und EC 155 eingesetzt.[13]

Weitere Formen von medizinisch ausgestatteten Hubschraubern sind:
- Großraum-Rettungshubschrauber (GRH): primär für militärische Einsätze gedacht, aber auch bei zivilen Katastrophen und Großunfällen einsetzbar
- Notarzteinsatzhubschrauber (NEH), kleinerer Hubschraubertyp, der verringerte Ausrüstung mit sich führt, dient nur der schnellen Zubringung eines Notarztes, vergleichbar einem Notarzteinsatzfahrzeug. Es wird zurzeit deutschlandweit nur 1 NEH eingesetzt.
- Als Ambulanzhubschrauber (AHS) werden in der Regel Hubschrauber bezeichnet, welche im Regelfall für kommerzielle Luftfahrtdienstleister im Einsatz sind und ständig oder bei Bedarf eine medizinische Ausstattung erhalten können. Aufgrund ggf. erforderlicher Umrüstzeiten und nicht genormter Charakteristika werden AHS im Regelfall eingesetzt, um Nicht-Notfallpatienten luftgebunden zu verlegen. Da dies nicht Teil der Notfall-Luftrettung als Bestandteil des Rettungsdienstes ist, werden die AHS aber oftmals nicht als Bestandteil der Luftrettung gewertet. Sie sind auch nicht Teil der öffentlich-rechtlichen Luftrettung Deutschlands. Medizinische Fachgremien (z. B. Konsensgruppe Luftrettung des Ausschusses „Rettungswesen“) sehen keine medizinische Notwendigkeit für AHS-Einsätze und lehnen deren Vorhaltung deswegen ab.

### Flugzeuge
Ein Rettungsflugzeug (auch Sanitätsflugzeug oder Ambulanzflugzeug genannt) ist ein speziell ausgerüstetes Flugzeug, mit dem Verletzte oder Kranke z. B. aus dem Ausland zurück ins Heimatland geflogen werden können. Hauptsächlich werden diese von Verkehrswachten wie der ADAC Luftrettung, der DRF Luftrettung (DRF), FAI rent-a-jet (FAI) oder dem Deutschen Roten Kreuz (DRK) betrieben. Daneben verfügt auch die Bundeswehr bzw. die Luftwaffe über entsprechende Flugzeuge.

## Zwischenfälle
- 17. August 1971: Beim Landeanflug im Münchner Stadtteil Allach stürzt Christoph 1 ab, der Notarzt stirbt, Pilot und Rettungssanitäter werden schwer verletzt.[22]
- 2. Oktober 1975: Nach der Berührung eines Maibaums in Arget stürzt der Rettungshubschrauber Christoph 1 ab. Zwei Besatzungsmitglieder sterben noch am Unfallort, ein weiteres nach einer Woche im Krankenhaus.
- 18. Januar 1979: Christoph 15 stürzt bei Feldkirchen ab.
- 30. März 1982: Christoph 14 kollidiert nahe Kastl bei einem Ausweichmanöver mit einem Baum. Alle drei Personen im Hubschrauber überleben mit schweren Verletzungen.
- 22. März 1983: Christoph 14 stürzt bei einem Schneesturm nahe Teisendorf ab. Die dreiköpfige Besatzung kam dabei ums Leben.
- 10. Februar 1995: Christoph 17 kollidiert mit einer Seilbahn, nahe Hittisau, dabei stirbt ein Besatzungsmitglied, zwei weitere werden schwer verletzt.
- 5. Dezember 1994: In der Nacht kollidiert ein Rettungshubschrauber des Lufttransportgeschwaders 61, eine Bell UH-1D, auf dem Rückflug vom Krankenhaus Bad Kreuznach mit der Turmspitze des Fernmeldeturms Mannheim, stürzt über 200 Meter senkrecht ab und brennt völlig aus. Hierbei sterben alle Insassen, drei Besatzungsmitglieder und ein Notarzt. Etwa 17 Meter der Mastspitze mit den Sendeantennen werden beschädigt und stürzen hinunter.[23]
- 14. März 2002: Der Bundeswehrhubschrauber SAR 71, vom Typ Bell UH-1D, stürzt, nach einem missglückten Wendemanöver in der Luft, um 9:30 Uhr in Hamburg-Hummelsbüttel, ab. Alle fünf Personen an Bord sterben.
- 24. November 2002: Um 22:16 setzt Christoph Berlin aufgrund schlechter Sicht, hart am Boden des Flugplatzes Pritzwalk-Sommersberg auf. Der Hubschraubern vom Typ Bell 412 überschlägt sich und brennt aus. Der Copilot stirbt, die drei weiteren Besatzungsmitglieder überleben teils lebensgefährlich verletzt.
- 20. Januar 2003: Christoph 19 stürzt beim Heimflug von einem Einsatz in den Elbe-Seitenkanal, der Notarzt stirbt, der Pilot und der Rettungsassistent überleben. Der Pilot hatte zuvor versucht, eine über den Kanal führende Straßenbrücke zu unterfliegen.[24]
- 28. September 2005: Der ITH Christoph 51 (DRF) prallte gegen Mittag bei Gruibingen gegen den Berg Boßler. Alle drei Besatzungsmitglieder und die Patientin sterben. Ursächlich war ein, möglicherweise medikamenteninduzierter, Pilotenfehler.[25]
- 31. Juli 2012: Beim Start streift Christoph 10 eine Stromleitung und muss notlanden.

## Finanzierung
Die Finanzierung wird in Verträgen mit dem Bundesland und den Kostenträgern (Krankenkassen) geregelt. Investitionskosten für Infrastruktur und die Kosten des Flugbetriebes, die medizinische Besatzung und Einsätze werden von den Kostenträgern (in der Regel Krankenkassen) zum größten Teil getragen. Patienten entstehen für die Inanspruchnahme des Rettungsmittels grundsätzlich keine Kosten (Ausnahme: Selbstzahler).

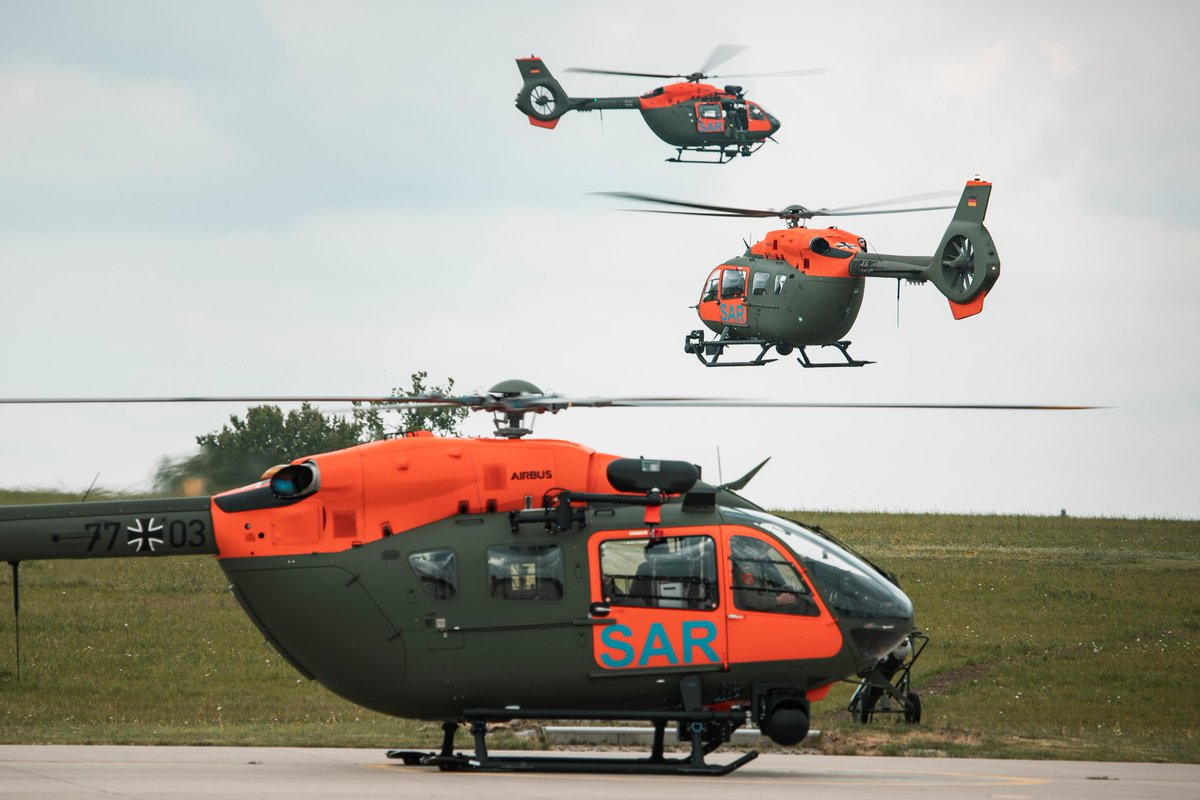
SAR-Hubschrauber der deutschen Bundeswehr

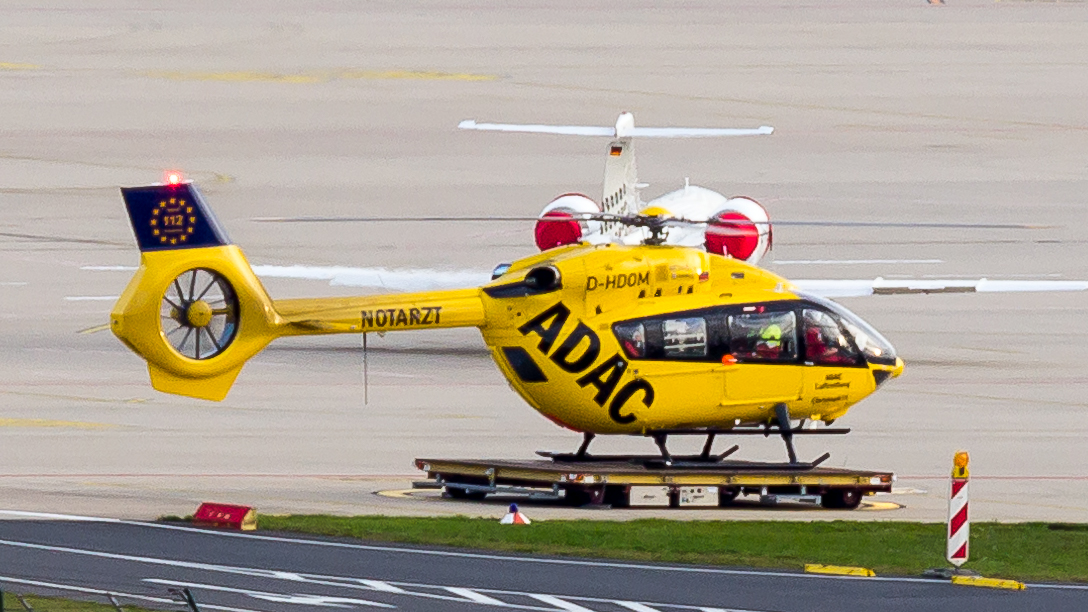
Die ADAC Luftrettung ist eines der größten Luftrettungsunternehmen.

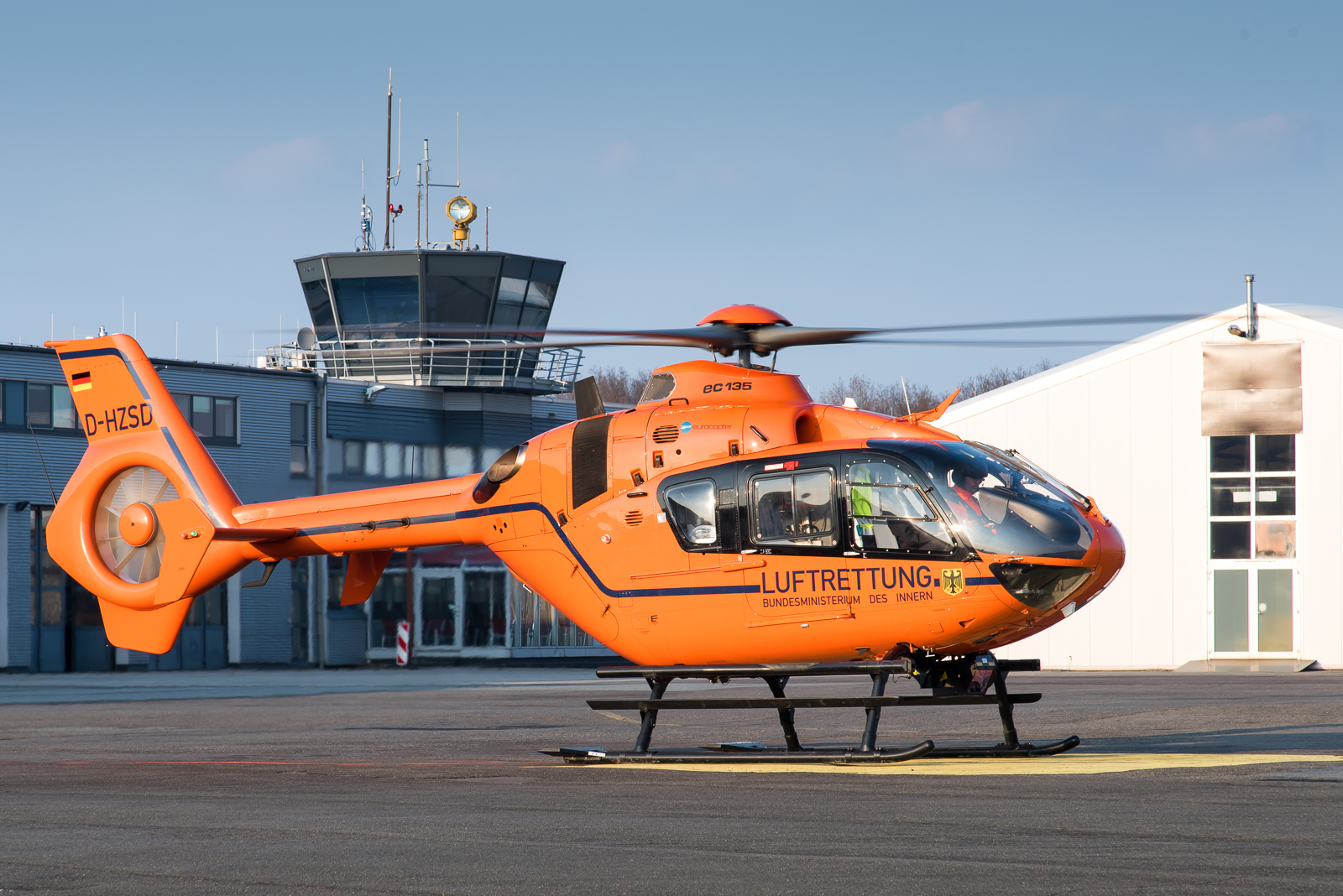
RTH/ZSH Christoph 12 des Bundesministerium des Innern

## Funkrufnamen
Die BOS-Rufnamen der Intensivtransporthubschrauber wurden mittlerweile vereinheitlicht. Daher wechselte beispielsweise der ITH München seinen Namen von SAMA 78/1 über ITH München zum jetzt offiziellen Christoph München.
Die Hubschrauber der öffentlich-rechtlichen Luftrettung tragen in Deutschland im BOS-Funk grundsätzlich einen Christoph-Rufnamen, nach dem Schutzheiligen der Reisenden, Christophorus. Im Gegensatz zu den Rettungshubschraubern sind die Intensivtransporthubschrauber nicht durchnummeriert, sondern tragen nach dem Rufzeichen Christoph den jeweiligen Namen des Bundeslandes, in dem sie stationiert sind. Bei mehr als einem ITH im Land steht stattdessen der Name des Stationierungsortes oder der Region (z. B. Christoph Westfalen, Christoph Nürnberg, Christoph Hessen). In Baden-Württemberg sind nach Landesbestimmung alle Hubschrauber der Luftrettung sogenannte Dual-Use-Hubschrauber. Daher tragen sie „Christoph“ plus Nummer. Die Bezeichnungen Christoph Halle, Christoph Sachsen-Anhalt, Christoph Leipzig passen als Besonderheit nicht in diese Systematik. Die Namensgebung ist insbesondere auf die Entstehungsgeschichte zurückzuführen. Seit Anfang Juli 2012 trägt der Hubschrauber Christoph Leipzig den BOS-Funkrufnamen Christoph 63, da er nach Landesbestimmungen kein ITH ist.

## Betreiber
Derzeit gibt es 88 Rettungshubschrauber-Stationen in Deutschland. Die meisten davon sind in die primäre Luftrettung eingebunden. Das bedeutet, dass sie hauptsächlich sowohl als schneller Notarzt-Zubringer und Ersatz eines Notarzt-Einsatzfahrzeugs genutzt werden, jedoch auch Patiententransporte durchführen können, wenn zum Beispiel eine weiter entfernte Spezialklinik angeflogen werden muss oder kein Rettungswagen vorhanden ist. Die Intensiv-Transport-Hubschrauber sowie weitere Hubschrauber, wie etwa die des SAR-Dienst der Bundeswehr, haben nicht die Primärluftrettung als offiziellen vorrangigen Auftrag, können aber in der Regel auch dazu genutzt werden, wenn erforderlich.

| Hubschrauber | Standorte | Betreiber                                                                               |
| ------------ | --------- | --------------------------------------------------------------------------------------- |
| >50          | 38        | ADAC Luftrettung gGmbH                                                                  |
| 018          | 12        | Bundesministerium des Innern (mit für den Katastrophenschutz beschafften Hubschraubern) |
| 050          | 29        | DRF Luftrettung                                                                         |
| 08           | 04        | Johanniter-Unfall-Hilfe e. V. – Johanniter Luftrettung                                  |
| 02           | 02        | SAR-Dienst der Bundeswehr/Marine. Search and Rescue.                                    |
| 07           | 03        | SAR-Dienst der Bundeswehr/Heer. Search and Rescue.                                      |
| 135          | 88        |                                                                                         |

## Stützpunkte
| Rufname                  | Stadt                             | Land | Betreiber                                                        | Einsatzprofil   | Internet                                                                                           | Bemerkung |
| ------------------------ | --------------------------------- | ---- | ---------------------------------------------------------------- | --------------- | -------------------------------------------------------------------------------------------------- | --- |
| Christoph 1              | München                           | BY   | ADAC Luftrettung                                                 | Primäreinsatz   | Datenblatt Internetauftritt des Christoph 1                                                        | mit Rettungswinde |
| Christoph 2              | Frankfurt am Main                 | HE   | Bundesministerium des Innern                                     | Primäreinsatz   | Datenblatt Internetauftritt des Christoph 2                                                        | |
| Christoph 3              | Köln                              | NW   | Bundesministerium des Innern                                     | Primäreinsatz   | Datenblatt                                                                                         | Gemeinsamer Standort mit Christoph Rheinland am Flughafen Köln/Bonn |
| Christoph 4              | Hannover                          | NI   | Johanniter-Unfall-Hilfe e. V. Landesverband Niedersachsen/Bremen | Primäreinsatz   | Datenblatt Internetauftritt des Christoph 4                                                        | Zivilschutzhubschrauber des Bundesministerium des Innern |
| Christoph 5              | Ludwigshafen am Rhein             | RP   | ADAC Luftrettung                                                 | Primäreinsatz   | Datenblatt Internetauftritt des Christoph 5                                                        | |
| Christoph 6              | Bremen                            | HB   | ADAC Luftrettung                                                 | Primäreinsatz   | Datenblatt Internetauftritt des Christoph 6                                                        | |
| Christoph 7              | Kassel                            | HE   | Bundesministerium des Innern                                     | Primäreinsatz   | Datenblatt Internetauftritt des Christoph 7                                                        | |
| Christoph 8              | Lünen                             | NW   | ADAC Luftrettung                                                 | Primäreinsatz   | Datenblatt Internetauftritt des Christoph 8                                                        | |
| Christoph 9              | Duisburg                          | NW   | Bundesministerium des Innern                                     | Primäreinsatz   | Datenblatt Internetauftritt der Freunde und Förderer des Rettungshubschraubers “Christoph 9” e. V. | fliegt auch grenzüberschreitende Einsätze in die Niederlande |
| Christoph 10             | Wittlich                          | RP   | ADAC Luftrettung                                                 | Primäreinsatz   | Datenblatt                                                                                         | fliegt auch grenzüberschreitende Einsätze in Luxemburg (Kooperation mit der Air Rescue Luxemburg) |
| Christoph 11             | Villingen-Schwenningen            | BW   | DRK Rettungsdienst Schwarzwald-Baar gGmbH                        | Dual Use        | Datenblatt                                                                                         | Höchstgelegene Luftrettungsstation Deutschlands (767 m) und einzige vom DRK betriebene Luftrettungsstation Deutschlands. Der Flugbetrieb erfolgt durch die DRF Luftrettung. Seit 1. Oktober 2017 im 24-Stunden-Betrieb.            |
| Christoph 12             | Siblin / Ahrensbök in Ostholstein | SH   | Bundesministerium des Innern                                     | Primäreinsatz   | Datenblatt                                                                                         | |
| Christoph 13             | Bielefeld                         | NW   | Bundesministerium des Innern                                     | Primäreinsatz   | Datenblatt Internetauftritt des Christoph 13                                                       | |
| Christoph 14             | Traunstein                        | BY   | Bundesministerium des Innern                                     | Primäreinsatz   | Datenblatt Internetauftritt des Christoph 14                                                       | mit Rettungswinde, fliegt auch grenzüberschreitende Einsätze. |
| Christoph 15             | Straubing                         | BY   | ADAC Luftrettung                                                 | Primäreinsatz   | Datenblatt                                                                                         | mit Rettungswinde |
| Christoph 16             | Saarbrücken                       | SL   | ADAC Luftrettung                                                 | Primäreinsatz   | Datenblatt Internetauftritt des Christoph 16                                                       | fliegt auch grenzüberschreitende Einsätze in Frankreich |
| Christoph 17             | Durach                            | BY   | Bundesministerium des Innern                                     | Primäreinsatz   | Datenblatt                                                                                         | fliegt auch Einsätze in Österreich (vor allem im Winter bei Skiunfällen), mit Rettungswinde |
| Christoph 18             | Ochsenfurt                        | BY   | ADAC Luftrettung                                                 | Primäreinsatz   | Datenblatt                                                                                         | |
| Christoph 19             | Uelzen                            | NI   | ADAC Luftrettung                                                 | Primäreinsatz   | Datenblatt                                                                                         | früher Phönix 14 |
| Christoph 20             | Bayreuth                          | BY   | ADAC Luftrettung                                                 | Primäreinsatz   | Datenblatt                                                                                         | |
| Christoph Europa 1       | Würselen bei Aachen               | NW   | ADAC Luftrettung                                                 | Primäreinsatz   | Datenblatt                                                                                         | Christoph 21 ist die vorherige, abrechnungstechnische interne Nummer, die nicht als BOS-Funkrufname für den RTH eingeführt wurde. Vorgänger war SAR 72                                                                             |
| Christoph 22             | Ulm                               | BW   | ADAC Luftrettung                                                 | Primäreinsatz   | Datenblatt                                                                                         | früher SAR 75 |
| Christoph 23             | Koblenz                           | RP   | ADAC Luftrettung                                                 | Primäreinsatz   | Datenblatt                                                                                         | früher SAR 73 |
| Christoph Europa 2       | Rheine                            | NW   | ADAC Luftrettung                                                 | Primäreinsatz   | Datenblatt                                                                                         | Christoph 24 war die zunächst abrechnungstechnische interne Bezeichnung, mit dem Wechsel von der Luftwaffe auf den ADAC dann auch der BOS-Funkrufname. Vorgänger war SAR 76                                                        |
| Christoph 25             | Siegen                            | NW   | ADAC Luftrettung                                                 | Primäreinsatz   | Datenblatt                                                                                         | |
| Christoph 26             | Sande bei Wilhelmshaven           | NI   | ADAC Luftrettung                                                 | Primäreinsatz   | Datenblatt                                                                                         | früher Christopher Friesland, rund um die Uhr einsatzbereit, mit Rettungswinde und Wetterradar |
| Christoph 27             | Nürnberg                          | BY   | DRF Luftrettung                                                  | Primäreinsatz   | Datenblatt                                                                                         | früher SAR 74, gemeinsamer Standort mit Christoph Nürnberg, mit Rettungswinde |
| Christoph 28             | Fulda                             | HE   | ADAC Luftrettung                                                 | Primäreinsatz   | Datenblatt                                                                                         | |
| Christoph 29             | Hamburg                           | HH   | Bundesministerium des Innern                                     | Primäreinsatz   | Datenblatt                                                                                         | früher SAR 71 |
| Christoph 30             | Wolfenbüttel                      | NI   | ADAC Luftrettung                                                 | Primäreinsatz   | Datenblatt                                                                                         | früher Phönix 14 |
| Christoph 31             | Berlin                            | BE   | ADAC Luftrettung                                                 | Primäreinsatz   | Datenblatt                                                                                         | höchste Einsatzfrequenz in Deutschland |
| Christoph 32             | Ingolstadt                        | BY   | ADAC Luftrettung                                                 | Primäreinsatz   | Datenblatt                                                                                         | |
| Christoph 33             | Senftenberg                       | BB   | ADAC Luftrettung                                                 | Primäreinsatz   | Datenblatt                                                                                         | gemeinsamer Standort mit Christoph Brandenburg |
| Christoph 34             | Güstrow                           | MV   | Bundesministerium des Innern                                     | Primäreinsatz   | Datenblatt                                                                                         | |
| Christoph 35             | Brandenburg (Havel)               | BB   | Bundesministerium des Innern                                     | Primäreinsatz   | Datenblatt                                                                                         | |
| Christoph 36             | Magdeburg                         | ST   | DRF Luftrettung                                                  | Primäreinsatz   | Datenblatt                                                                                         | |
| Christoph 37             | Nordhausen                        | TH   | DRF Luftrettung                                                  | Primäreinsatz   | Datenblatt                                                                                         | |
| Christoph 38             | Dresden                           | SN   | DRF Luftrettung                                                  | Primäreinsatz   | Datenblatt                                                                                         | |
| Christoph 39             | Perleberg                         | BB   | ADAC Luftrettung                                                 | Primäreinsatz   | Datenblatt                                                                                         | |
| Christoph 40             | Augsburg                          | BY   | ADAC Luftrettung                                                 | Primäreinsatz   | Datenblatt                                                                                         | höchstgelegene Luftrettungsstation Deutschlands – auf dem Dach des Universitätsklinikum Augsburg in 58 Metern Höhe |
| Christoph 41             | Leonberg                          | BW   | DRF Luftrettung                                                  | Primäreinsatz   | Datenblatt                                                                                         | früher Rotkreuz Baden-Württemberg 7 |
| Christoph 42             | Rendsburg                         | SH   | DRF Luftrettung                                                  | Dual Use        | Datenblatt                                                                                         | rund um die Uhr einsatzbereit |
| Christoph 43             | Karlsruhe                         | BW   | DRF Luftrettung                                                  | Primäreinsatz   | Datenblatt Internetauftritt des Christoph 43                                                       | früher Rotkreuz Baden-Württemberg 6 |
| Christoph 44             | Göttingen                         | NI   | DRF Luftrettung                                                  | Primäreinsatz   | Datenblatt                                                                                         | |
| Christoph 45             | Friedrichshafen                   | BW   | DRF Luftrettung                                                  | Primäreinsatz   | Datenblatt                                                                                         | |
| Christoph 46             | Zwickau                           | SN   | ADAC Luftrettung                                                 | Primäreinsatz   | Datenblatt                                                                                         | |
| Christoph 47             | Greifswald                        | MV   | DRF Luftrettung                                                  | Primäreinsatz   | Datenblatt                                                                                         | |
| Christoph 48             | Neustrelitz                       | MV   | ADAC Luftrettung                                                 | Primäreinsatz   | Datenblatt                                                                                         | früher SAR 93 |
| Christoph 49             | Bad Saarow                        | BB   | DRF Luftrettung                                                  | Primäreinsatz   | Datenblatt                                                                                         | |
| Christoph Hansa          | Hamburg                           | HH   | ADAC Luftrettung                                                 | Dual Use        | Datenblatt                                                                                         | frühere ADAC-interne Abrechnungsnummer Christoph 50, offiziell ITH, 85 % Primäreinsätze, ab Sommer 2022 mit Rettungswinde, Floats und Dual-Use-Beauftragung                                                                        |
| Christoph 51             | Stuttgart                         | BW   | DRF Luftrettung                                                  | Dual Use        | Datenblatt                                                                                         | |
| Christoph Europa 5       | Niebüll                           | SH   | DRF Luftrettung                                                  | Dual Use        | Datenblatt                                                                                         | früher Christoph 52 in Itzehoe, davor über 20 Jahre in Hartenholm und auch im Nachtflug unterwegs, fliegt auch grenzüberschreitende Einsätze nach Dänemark                                                                         |
| Christoph 53             | Mannheim                          | BW   | DRF Luftrettung                                                  | Dual Use        | Datenblatt                                                                                         | früher Flugwacht Mannheim 71 |
| Christoph 54             | Freiburg im Breisgau              | BW   | DRF Luftrettung                                                  | Dual Use        | Datenblatt                                                                                         | früher Flugwacht Freiburg 71, mit Rettungswinde (seit Ende 2019) |
| Christoph Weser          | Bremen                            | HB   | DRF Luftrettung                                                  | Sekundäreinsatz | Datenblatt                                                                                         | inoffiziell Christoph 55, früher verschiedene BOS-Funkrufnamen, nicht öffentlich-rechtlich |
| Christoph 56 bis 59      |                                   |      |                                                                  |                 | | Funkrufnamen (Stand: Januar 2024) unbelegt. |
| Christoph 60             | Suhl                              | TH   | DRF Luftrettung                                                  | Primäreinsatz   | Datenblatt                                                                                         | |
| Christoph 61             | Schkeuditz, OT Dölzig             | SN   | ADAC Luftrettung                                                 | Primäreinsatz   | Datenblatt                                                                                         | gemeinsamer Standort mit Christoph 63 |
| Christoph 62             | Bautzen                           | SN   | DRF Luftrettung                                                  | Dual Use        | Datenblatt Infos über Christoph 62                                                                 | rund um die Uhr einsatzbereit, mit Winde (seit Anfang 2019) |
| Christoph 63             | Schkeuditz, OT Dölzig             | SN   | ADAC Luftrettung                                                 | Primäreinsatz   | Datenblatt                                                                                         | früher Christoph Leipzig, gemeinsamer Standort mit Christoph 61 |
| Christoph 64             | Angermünde                        | BB   | DRF Luftrettung                                                  | Primäreinsatz   | Datenblatt                                                                                         | |
| Christoph 65             | Dinkelsbühl-Sinbronn              | BY   | ADAC Luftrettung                                                 | Primäreinsatz   | Datenblatt                                                                                         | |
| Christoph 66             | Imsweiler                         | RP   | ADAC Luftrettung                                                 | Dual Use        | Datenblatt                                                                                         | zunächst nur testweise; ersetzt Air Rescue Pfalz; ab September 2019 in Eßweiler, seit Dezember 2020 in Imsweiler stationiert; mit Rettungswinde                                                                                    |
| Christoph 67             | Hohenlockstedt                    | SH   | ADAC Luftrettung                                                 | Dual Use        | Datenblatt                                                                                         | ab Juli 2024 zunächst in Interimsstation am Flugplatz Hungriger Wolf |
| Christoph 70             | Jena                              | TH   | ADAC Luftrettung                                                 | Primäreinsatz   | Datenblatt                                                                                         | früher SAR 77 |
| Christoph Brandenburg    | Senftenberg                       | BB   | ADAC Luftrettung                                                 | Sekundäreinsatz | Datenblatt                                                                                         | früher Christoph 71, gemeinsamer Standort mit Christoph 33, rund um die Uhr einsatzbereit |
| Christoph 72 bis 73      |                                   |      |                                                                  |                 | | Funkrufnamen (Stand: Januar 2024) unbelegt. |
| Christoph Murnau         | Murnau                            | BY   | ADAC Luftrettung                                                 | Dual Use        | Datenblatt                                                                                         | frühere ADAC-interne Abrechnungsnummer Christoph 74, ITH, ca. 60 % Primäreinsätze, ausgestattet mit Winde |
| Christoph Rheinland      | Köln                              | NW   | ADAC Luftrettung                                                 | Sekundäreinsatz | Datenblatt                                                                                         | frühere ADAC-interne Abrechnungsnummer Christoph 75, gemeinsamer Standort mit Christoph 3 |
| Christoph Westfalen      | Greven                            | NW   | ADAC Luftrettung                                                 | Sekundäreinsatz | Datenblatt                                                                                         | ADAC-abrechnungsinterne Bezeichnung Christoph 76, rund um die Uhr einsatzbereit |
| Christoph 77             | Mainz                             | RP   | ADAC Luftrettung                                                 | Dual Use        | Datenblatt                                                                                         | |
| Christoph 78 und 79      |                                   |      |                                                                  |                 | | Funkrufnamen (Stand: Januar 2024) unbelegt. |
| Christoph 80             | Weiden in der Oberpfalz           | BY   | DRF Luftrettung                                                  | Primäreinsatz   | Datenblatt                                                                                         | |
| Christoph 100            | Berlin                            | BE   | DRF Luftrettung                                                  | Primäreinsatz   | Datenblatt                                                                                         | |
| Christoph Thüringen      | Bad Berka                         | TH   | DRF Luftrettung                                                  | Sekundäreinsatz | Datenblatt                                                                                         | inoffiziell Christoph 81, rund um die Uhr einsatzbereit |
| Christoph Berlin         | Berlin                            | BE   | DRF Luftrettung                                                  | Sekundäreinsatz | Datenblatt                                                                                         | inoffiziell Christoph 82, früher ITH Berlin, rund um die Uhr einsatzbereit |
| Christoph Dortmund       | Dortmund-Wickede                  | NW   | DRF Luftrettung                                                  | Sekundäreinsatz | Datenblatt                                                                                         | inoffiziell Christoph 83, früher Florian Unna 0-84-1, nicht öffentlich-rechtlich, mit Winde |
| Christoph Sachsen-Anhalt | Halle (Saale)                     | ST   | DRF Luftrettung                                                  | Sekundäreinsatz | Datenblatt                                                                                         | inoffiziell Christoph 84, rund um die Uhr einsatzbereit |
| Christoph Halle          | Halle (Saale)                     | ST   | DRF Luftrettung                                                  | Dual Use        | Datenblatt                                                                                         | inoffiziell Christoph 85, Ersatz für Christoph Sachsen-Anhalt (nur tagsüber) |
| Christoph Niedersachsen  | Hannover                          | NI   | DRF Luftrettung                                                  | Dual Use        | Datenblatt                                                                                         | inoffiziell Christoph 86, rund um die Uhr einsatzbereit |
| Christoph München        | München-Großhadern                | BY   | DRF Luftrettung                                                  | Sekundäreinsatz | Datenblatt                                                                                         | inoffiziell Christoph 87, früher ITH München, ursprünglich Sama München 78-1, rund um die Uhr einsatzbereit |
| Christoph Nürnberg       | Nürnberg                          | BY   | DRF Luftrettung                                                  | Sekundäreinsatz | Datenblatt                                                                                         | inoffiziell Christoph 88, gemeinsamer Standort mit Christoph 27, rund um die Uhr einsatzbereit |
| Christoph Regensburg     | Regensburg                        | BY   | DRF Luftrettung                                                  | Dual Use        | Datenblatt                                                                                         | inoffiziell Christoph 89, rund um die Uhr einsatzbereit |
| Christoph Gießen         | Gießen                            | HE   | Johanniter Luftrettung                                           | Dual Use        | Datenblatt                                                                                         | inoffiziell Christoph 90, bis 2006 Christoph Reichelsheim, bis 28. Februar 2014 Christoph Hessen, Einsatzbereit rund um die Uhr, vorrangig ITH, jedoch auch Primäreinsätze, in Verbindung mit Christoph Mittelhessen               |
| Christoph Mittelhessen   | Reichelsheim                      | HE   | Johanniter Luftrettung                                           | Sekundäreinsatz | Datenblatt                                                                                         | inoffiziell Christoph 91, früher Christoph Hessen, vorrangig ITH, jedoch auch Primäreinsätze in Verbindung mit Christoph Gießen |
| Christoph Rostock        | Rostock                           | MV   | Johanniter Luftrettung                                           | Sekundäreinsatz | Datenblatt                                                                                         | inoffiziell Christoph 92, bis zum 30. Oktober 2014 Akkon Rostock 15-84-01, ärztlich besetzt überwiegend mit Anaesthesisten, im Bedarfsfall auch Neonatologen und/oder Kinder-Intensivpfegekräfte der Neugeborenen-Intensivstation. |
| Air Rescue Nürburgring   | Nürburgring                       | RP   | Johanniter Luftrettung                                           | Sekundäreinsatz | Datenblatt                                                                                         | inoffiziell Christoph 94, Der ITH steht 1. Mai 2016 bundesweit für Interhospitaltransporte zur Verfügung, kann bei Bedarf aber auch von den örtlichen Rettungsleitstellen für Primäreinsätze angefordert werden.                   |

### Temporäre Stützpunkte aufgrund bestimmter Ereignisse
| Rufname               | Grund der Vorhaltung                                       | Stadt                                  | Land | Betreiber              | Einsatzprofil   | Internet   | Bemerkung |
| --------------------- | ---------------------------------------------------------- | -------------------------------------- | ---- | ---------------------- | --------------- | ---------- | --- |
| Christoph 111         | COVID-19-Pandemie                                          | Rheinmünster                           | BW   | DRF Luftrettung        | Sekundäreinsatz | Datenblatt | Ende März 2020 mit der ersten Welle zunächst als „Civil Air Ambulance“ in Dienst gestellt war dieser Standort vorwiegend für Transporte von COVID-19-Patienten mittels EpiShuttle im In- und Ausland zuständig und ging erst am 31. März 2022 außer Dienst.                                                                                         |
| Christoph 112         | COVID-19-Pandemie                                          | Ludwigshafen am Rhein                  | RP   | ADAC Luftrettung       | Sekundäreinsatz | Datenblatt | Von 7. April 2020 bis 30. Juni 2021 und von 4. Dezember 2021 bis 28. Februar 2022 bundesweit für Transporte von Covid-19-Patienten bereit. |
| Christoph 113         | COVID-19-Pandemie                                          |                                        |      |                        |                 |            | Funkrufname wurde noch nicht vergeben. |
| Christoph 114         | COVID-19-Pandemie                                          | Bautzen                                | SN   | DRF Luftrettung        | Primäreinsatz   | Datenblatt | Von 23. Dezember 2020 bis 26. März 2021 und von 30. November 2021 bis 28. Februar 2022 am Standort von Christoph 62 stationiert, um diesen für Verlegungen von Covid-19-Patienten freizuhalten. |
| Christoph 115         | COVID-19-Pandemie                                          | Flughafen Nürnberg                     | BY   | DRF Luftrettung        | Sekundäreinsatz |            | Von 20. November 2021 bis 28. Februar 2022 war am Standort von Christoph Nürnberg und Christoph 27 ein weiterer Intensivtransporthubschrauber stationiert. |
| Verschiedene Rufnamen | Hochwasser in Nordrhein-Westfalen und Rheinland-Pfalz 2021 | u. a. Flugplatz Bad Neuenahr-Ahrweiler | RP   | verschiedene Betreiber | Primäreinsatz   |            | Aufgrund der Hochwasserereignisse wurden insbesondere in den ersten Tagen verschiedene eigene, zusätzliche Maschinen wie auch Hubschrauber der Regelvorhaltung im Katastrophengebiet betrieben um Evakuierungen, auch per Windenrettung durchzuführen.                                                                                              |
| Christoph 23b         | Hochwasser in Nordrhein-Westfalen und Rheinland-Pfalz 2021 | Flugplatz Bad Neuenahr-Ahrweiler       | RP   | ADAC Luftrettung       | Primäreinsatz   |            | Aufgrund der Hochwasserereignisse flog von 15. Juli 2021 bis 30. August 2021 ein Rettungshubschrauber mit Winde unter dem Funkrufnamen Christoph 23 Bravo 78 Rettungseinsätze. |
| Christoph 31b         | Fussball-WM 2006                                           | Berlin                                 | BE   | ADAC Luftrettung       | Primäreinsatz   |            | Probebetrieb vom 15. April bis zum 14. Juli 2006 während der Fußball-WM; wurde trotz positiver Bilanz von den Kostenträgern abgelehnt; eine aktuelle Ausschreibung sieht eine dauerhafte Stationierung eines „31 Bravo“ ab 2021 vor. Seit dem 2. Januar 2024 ist ein zusätzlicher RTH unter dem Namen Christoph 100 dauerhaft in Berlin in Betrieb. |
| Christoph Kaiser      | Fussball-WM 2006                                           | Kaiserslautern                         | RP   | ADAC Luftrettung       | Primäreinsatz   |            | Betrieb vom 10. bis zum 27. Juni 2006 anlässlich der Fußball-WM; erst 2018 wurde mit Air Rescue Pfalz (und später Christoph 66) dauerhaft ein RTH in der Region stationiert. |

### SAR-Dienst der Bundeswehr
| Rufname | Stadt                               | Land               | Betreiber | Internet   | Bemerkung                                        |
| ------- | ----------------------------------- | ------------------ | --------- | ---------- | ------------------------------------------------ |
| SAR 10  | Helgoland                           | SH                 | Marine    | Datenblatt | rund um die Uhr einsatzbereit, mit Rettungswinde |
| SAR 24  | Warnemünde                          | MV                 | Marine    | Datenblatt | rund um die Uhr einsatzbereit, mit Rettungswinde |
| SAR 41  | Nörvenich                           | NW                 | Heer      | Datenblatt | rund um die Uhr einsatzbereit, mit Rettungswinde |
| SAR 63  | Niederstetten                       | BW                 | Heer      | Datenblatt | rund um die Uhr einsatzbereit, mit Rettungswinde |
| SAR 87  | Schönewalde (Fliegerhorst Holzdorf) | BB kleiner Teil ST | Heer      | Datenblatt | rund um die Uhr einsatzbereit, mit Rettungswinde |

### Sonstige Hubschrauber
| Rufname               | Stadt                         | Land | Betreiber                      | Internet   | Bemerkung |
| --------------------- | ----------------------------- | ---- | ------------------------------ | ---------- | --- |
| Northern Ambulance 06 | Norden                        | NI   | Northern HeliCopter            | Datenblatt | mit Rettungswinde; Ambulanzhubschrauber, verkehrt zwischen den Ostfriesischen Inseln und dem Festland              |
| Northern Rescue 01    | Sankt Peter-Ording            | SH   | Northern HeliCopter            | Datenblatt | rund um die Uhr einsatzbereit, mit Rettungswinde; für Offshore-Rettung zuständig, subsidiärer Rettungshubschrauber |
| Northern Rescue 02    | Güttin (auf Rügen)            | MV   | Northern HeliCopter            | Datenblatt | mit Rettungswinde; für Offshore-Rettung zuständig                                                                  |
| Rettung 029-01-82-01  | Dummerstorf (Ortsteil Kessin) | MV   | Ambulanz Millich / Heli-Flight | Datenblatt | auch Christoph Kessin; Notarzteinsatzhubschrauber, ausgestattet wie ein NEF, in Dienst seit 1995                   |

### Ehemalige Stützpunkte (Auswahl)
| Rufname                                                               | Stadt                    | Land | Betreiber                                                | Einsatzprofil                                   | Internet   | Bemerkung |
| --------------------------------------------------------------------- | ------------------------ | ---- | -------------------------------------------------------- | ----------------------------------------------- | ---------- | --- |
| Air Rescue Pfalz                                                      | Sembach                  | RP   | Johanniter-Unfall-Hilfe e. V. / Heli-Flight              | Sekundäreinsatz                                 | Datenblatt | Betrieb vom 22. Oktober 2018 bis 1. September 2019; obwohl für den Interhospitalverkehr zwischen den Standorten des Westpfalz-Klinikums gedacht, wurde der ITH hauptsächlich zu Primäreinsätzen alarmiert; wurde anschließend durch Christoph 66 ersetzt. |
| Akkon Bochum 89-1                                                     | Marl-Loemühle            | NW   | Johanniter-Unfall-Hilfe e. V. / Heli-Flight              | Sekundäreinsatz                                 | Datenblatt | inoffiziell Christoph 93, Inbetriebnahme am 1. April 2016 am BG Universitätsklinikum Bergmannsheil; der Betrieb wurde am 1. Juli 2020 vorübergehend eingestellt.                                                                                          |
| Wiking Rescue One                                                     | Mariensiel               | NI   | Wiking Helikopter Service                                | Primäreinsatz (Offshore-Rettung)                | Datenblatt | Betrieb ab 2012, bis 2017 in Zusammenarbeit mit der ADAC Luftrettung, „vorübergehend“ eingestellt im Juni 2022 |
| KUNO-SH 01                                                            | Bad Segeberg             | SH   | KBA Krankentransporte, Behinderten- und Altenhilfe e. V. | Primäreinsatz (ausschließlich Notarztzubringer) |            | Notarzteinsatzhubschrauber; vom 15. Juli bis 15. Oktober 2011 nicht öffentlich-rechtlich am Flugplatz Hartenholm stationiert. |
| AHS Pinnow                                                            | Flugplatz Neustadt-Glewe | MV   | FJS Helicopter Lufttransport GmbH                        | Sekundäreinsatz                                 | Datenblatt | Betrieb bis etwa 2019; wechselhafte Geschichte |
| Rettung Neustadt-Glewe 84-1 (Ambulanzhubschrauber Südwestmecklenburg) | Flugplatz Neustadt-Glewe | MV   | FJS Helicopter Lufttransport GmbH                        | Sekundäreinsatz                                 |            | Betrieb zwischen März und September (?) 2021, ohne eine einzige Alarmierung. |

## Grenzüberschreitende Projekte

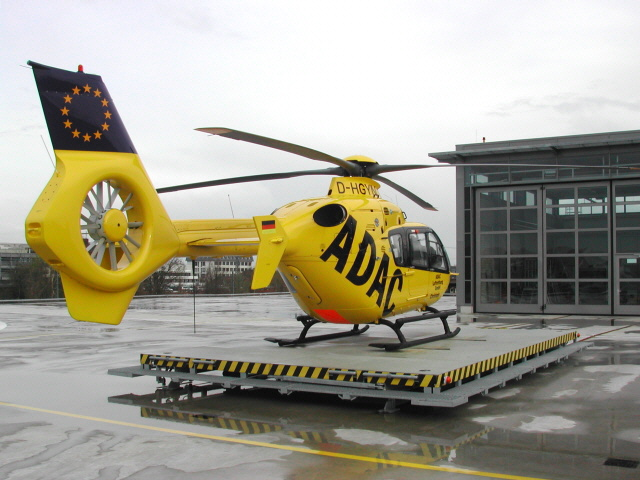
Rettungshubschrauber Christoph Europa 2

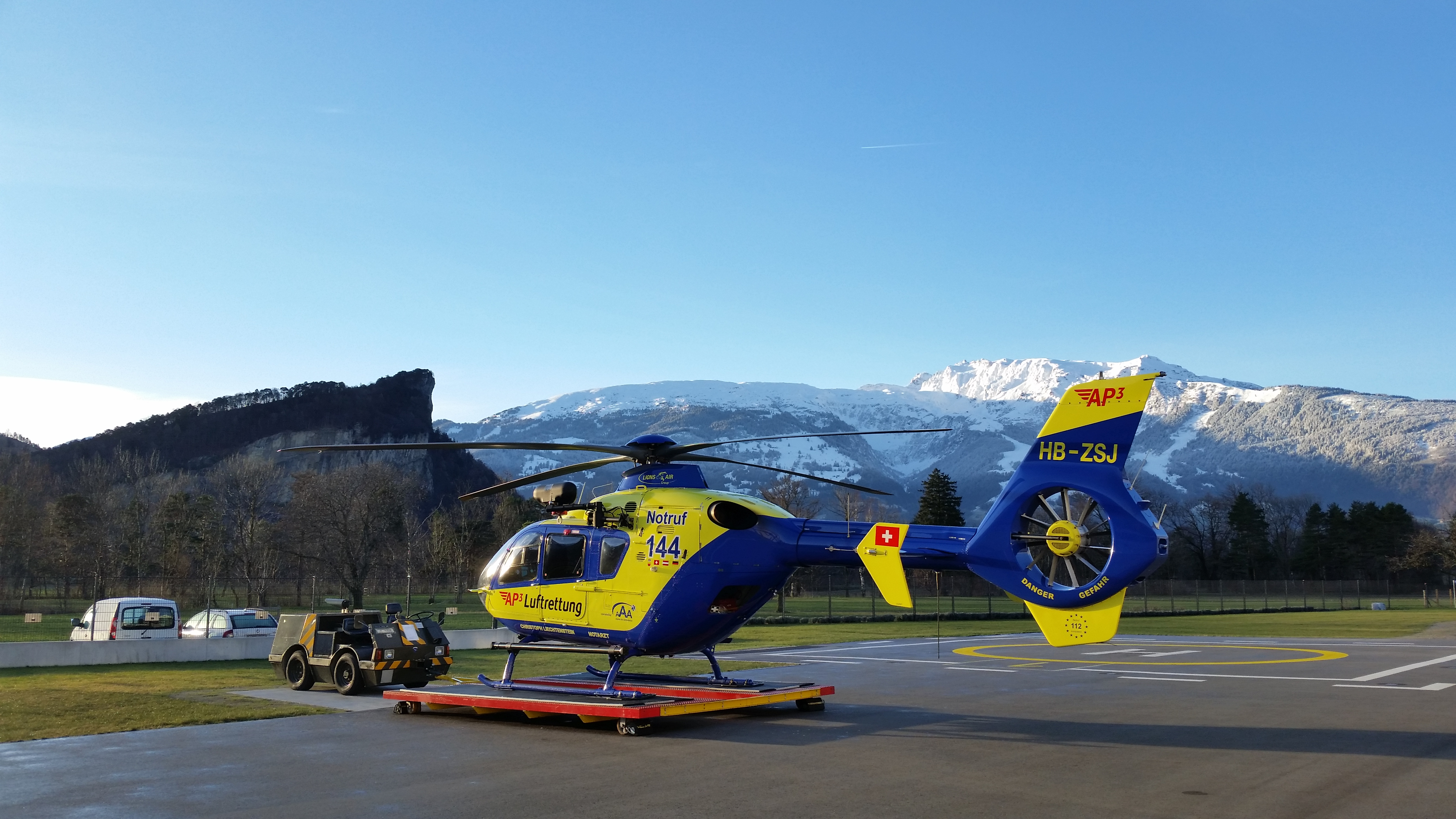
Rettungshubschrauber Christoph Liechtenstein

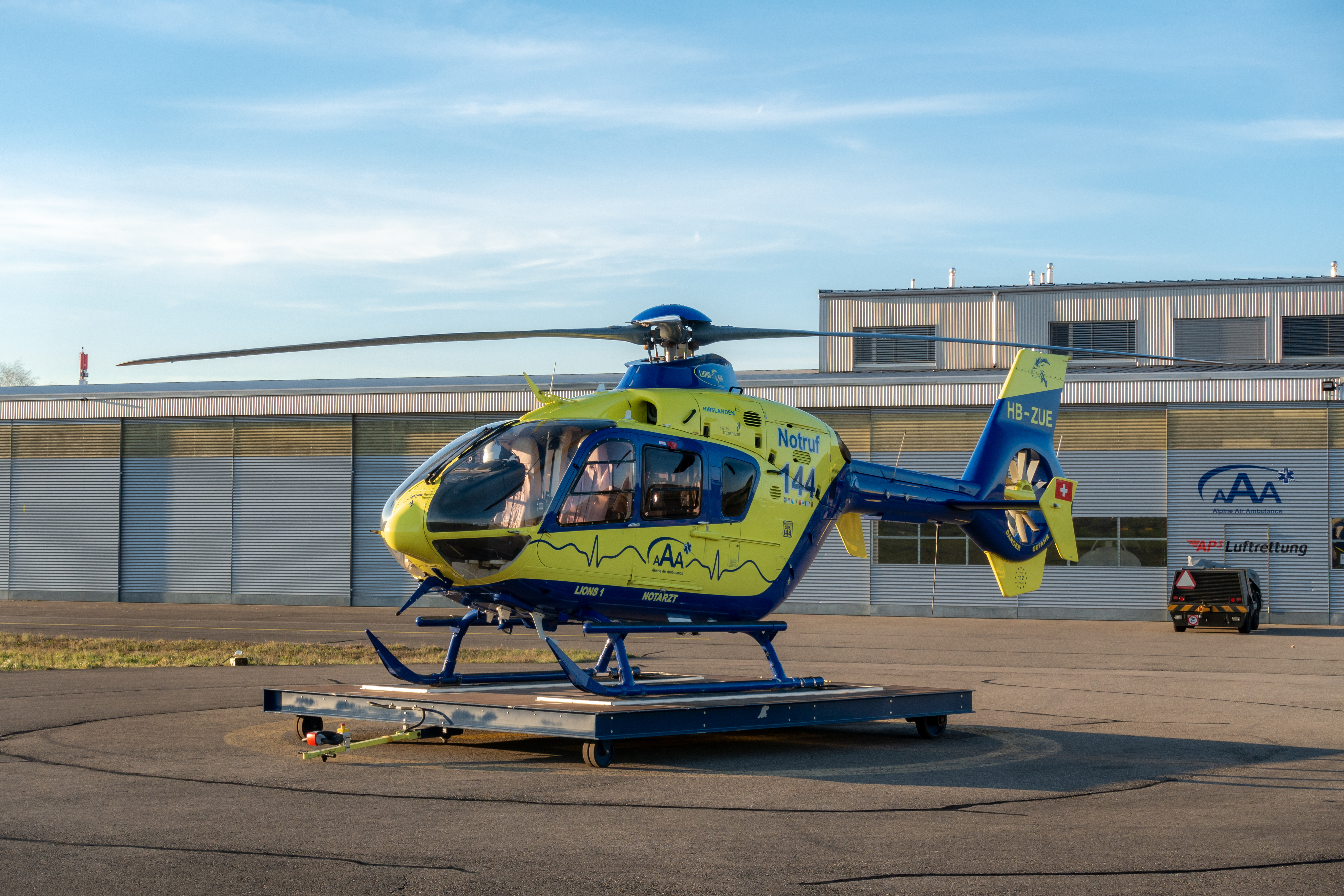
LIONS 1, Hubschrauber der „AAA Alpine Air Ambulance“, einem Tochterunternehmen der Lions Air Group stationiert in Birrfeld. Primär für den Schweizer Kanton Aargau zuständig fliegt er auch Einsätze im Rheintal.

Es gibt Projekte, an denen Organisationen mehrerer Staaten beteiligt sind. Zu nennen sind in diesem Kontext besonders:
| Rufname                 | Stadt             | Bemerkung |
| ----------------------- | ----------------- | --- |
| Christoph Europa 1      | Aachen-Merzbrück  | Einsätze in Deutschland, Belgien und den Niederlanden. |
| Christoph Europa 2      | Rheine            | Einsätze in Deutschland und den Niederlanden. |
| Christophorus Europa 3  | Suben             | Europaweit erster Notarzthubschrauber im seit 2002 länderübergreifendem Betrieb: im Winterhalbjahr fliegt ein Hubschrauber des ADAC, im Sommerhalbjahr des ÖAMTC. Einsatzgebiet ist Bayern und Oberösterreich. |
| Christoph Europa 5      | Niebüll           | Einsätze in Deutschland und Dänemark (v. a. Südjütland) |
| Christoph 9             | Duisburg          | Einsätze in Deutschland und den Niederlanden. |
| Christoph 16            | Saarbrücken       | Einsätze in Deutschland und Frankreich. |
| Lifeliner 3             | Nijmegen          | Einsätze in den Niederlanden und Deutschland. |
| Lifeliner Europa 4      | Groningen         | Einsätze in den Niederlanden und Deutschland. Betrieb durch ANWB Medical Air Assistance. In den Niederlanden wird der Standort ohne den Zusatz Europa geführt. |
| Air Rescue 3            | Flughafen Findel  | Einsätze in Luxemburg, Belgien, Deutschland (Rheinland-Pfalz für die Region Trier sowie Saarland) und Frankreich. |
| Rega                    | Schweiz (diverse) | Die grenznah stationierten REGA-Hubschrauber aus der Schweiz fliegen ebenfalls regelmäßig Einsätze in Deutschland. So liegt mehr als die Hälfte der Einsatzorte von Rega 2 (Basel) in Südbaden; Rega 2 fliegt ebenfalls Einsätze im französischen Elsaß. Rega 1 (Dübendorf) und Rega 7 (St. Gallen) befinden sich ebenfalls in der Nähe zu Deutschland. Im Jahr 2012 flog die Rega 11 Prozent ihrer Einsätze in Deutschland. Dieser hohe Anteil erklärt sich damit, dass die Rega-Hubschrauber und ihre Besatzungen für Nachteinsätze zugelassen sind. |
| Christoph Liechtenstein | Liechtenstein     | Fliegt auch Primäreinsätze, Verlegungsflüge in Deutschland |
| LIONS 1                 | Schweiz           | Rettungshubschrauber des Kantons Aargau betrieben von der Lions Air Group in Birrfeld. Fliegt auch Primäreinsätze, Verlegungsflüge in Deutschland, besonders im Bereich nördlich des Rheins um Waldshut. |